# استخدام السيارات الكهربائية حسب البلد

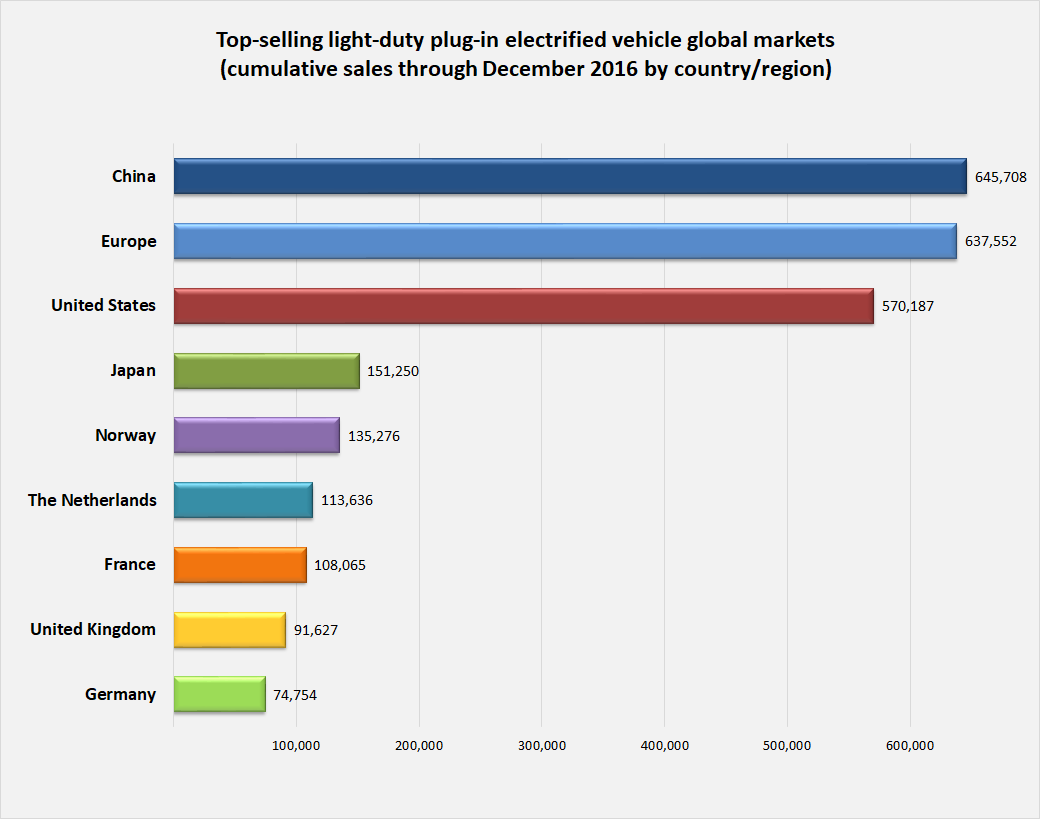
الأسواق العالمية للسيارات الكهربائية حسب البلد أو المنطقة.

توضح هذه المقالة استخدام  وحصة كل سوق من مبيعات  السيارات الكهربائية حسب البلد. كما تعطي نبذة عن الخلفية التاريخية، والحوافز الحكومية وفقا لكل بلد.

## التوقعات العالمية
المبيعات العالمية التراكمية للسيارات الكهربائية وسيارات الركاب الخفيفة  وصلت إلى مليون وحدة  في سبتمبر 2015،  ووصلت مليونين في كانون الأول / ديسمبر 2016.  أسهم مكونات السيارات الكهربائية تمثل 0.15% من 1.4 مليار سيارة في العالم بحلول نهاية عام 2016 ارتفاعا من 0.1 ٪ في عام 2015.   
| جدول لمبيعات السيارات الكهربائية | جدول لمبيعات السيارات الكهربائية                              |
| التاريخ                          | الحدث                                                         |
| -------------------------------- | ------------------------------------------------------------- |
| ديسمبر 2008                      | [ 5 ]                                                         |
| ديسمبر 2010                      | نيسان ليف وشيفورليه فولت                                      |
| ديسمبر 2012                      | المبيعات السنوية العالمية تعدت 100000                         |
| مارس 2014                        | النرويج أصبحت الدولة الأولي حيث 1% من سياراتها أصبحت كهربائية |
| ديسمبر 2014                      | 100000 سارة كهربائية تم بيعها في اليابان                      |
| سبتمبر 2015                      | السيارات الكهرائية في العالم تعدت المليون وحدة.               |
| ديسمبر 2015                      | المبيعات السنوية تعدت 500000                                  |
| ديسمبر 2015                      |                                                               |
| مارس 2016                        | 500000 سيارة بيعت في الصين                                    |
| مارس 2016                        | الترويج تحقق اعلي حصة من السوق شهريا بنسبة 33.5% من المبيعات  |
| مارس 2016                        | [ 9 ]                                                         |
| أبريل 2016                       |                                                               |
| May 2016                         | تعدت السيارات الكهربائية علي مستوي العالم المليون ونصف وحدة   |
| مايو 2016                        | [ 11 ]                                                        |
| اغسطس 2016                       | .                                                             |
| سبتمبر 2016                      | [ 12 ]                                                        |
| سبتمبر 2016                      | المبيعات العالمية تخطت المليون وحدة.                          |
| أكتوبر 2016                      | [ 14 ] [ 15 ]                                                 |
| نوفمبر 2016                      | [ 16 ]                                                        |
| ديسمبر 2016                      | المبيعات العالمية تخطت مليوني وحدة                            |

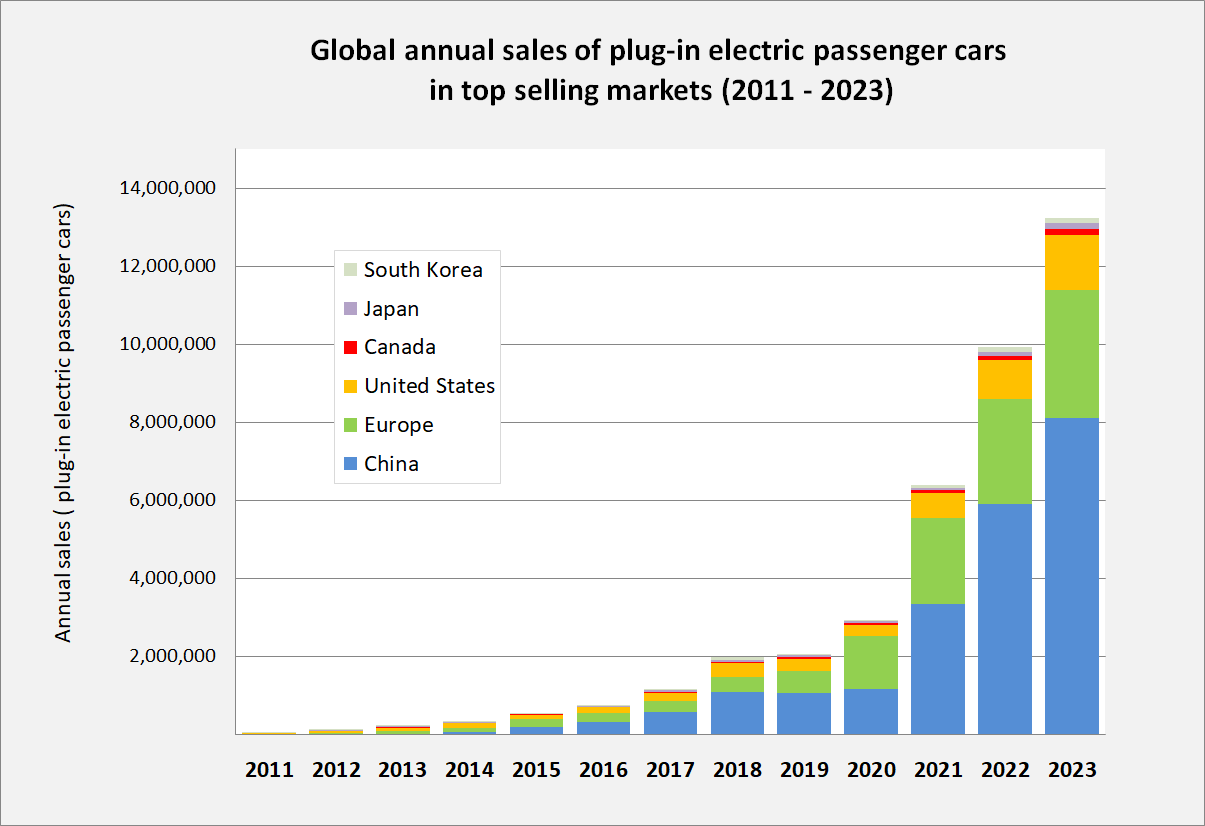
المبيعات السنوية للسيارات الكهربائية في أكبر أسواق العالم بين عامي 2011 و 2016.

الجدول التالي يعرض أسهم السيارات الكهربائية وحصة السوق من مبيعات السيارات الجديدة في الفترة بين 2013 و 2015 في العشر بلدان التي لديها أكبر مخزون من السيارات الكهربائية اعتبارًا من ديسمبر 2015.

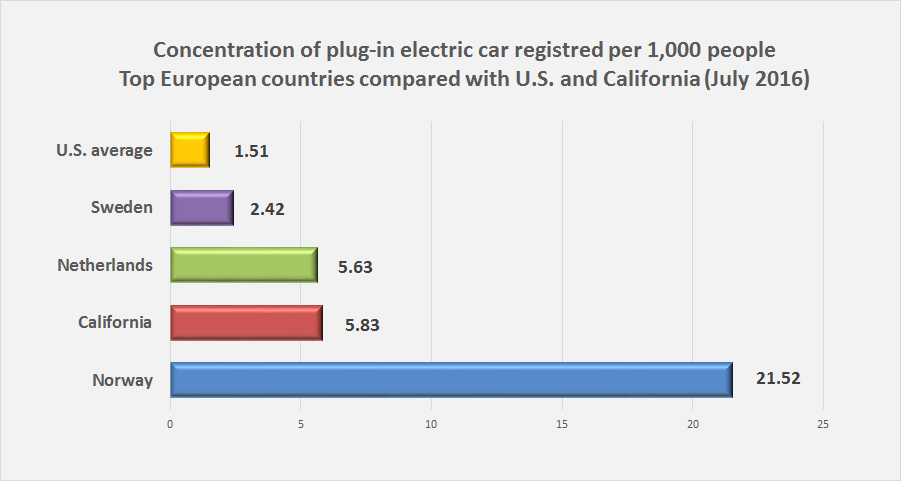
مقارنة استخدام السيارات الكهربائية لـ 1000 شخص ما بين أعلى البلدان مبيعا و كاليفورنيا.

| مخزون وحصة كل سوق من مبيعات الـ PEV في اكتر عشر بلدان مبيعا اعتبارًا من ديسمبر 2015 | مخزون وحصة كل سوق من مبيعات الـ PEV في اكتر عشر بلدان مبيعا اعتبارًا من ديسمبر 2015 | مخزون وحصة كل سوق من مبيعات الـ PEV في اكتر عشر بلدان مبيعا اعتبارًا من ديسمبر 2015 | مخزون وحصة كل سوق من مبيعات الـ PEV في اكتر عشر بلدان مبيعا اعتبارًا من ديسمبر 2015 | مخزون وحصة كل سوق من مبيعات الـ PEV في اكتر عشر بلدان مبيعا اعتبارًا من ديسمبر 2015 | مخزون وحصة كل سوق من مبيعات الـ PEV في اكتر عشر بلدان مبيعا اعتبارًا من ديسمبر 2015 | مخزون وحصة كل سوق من مبيعات الـ PEV في اكتر عشر بلدان مبيعا اعتبارًا من ديسمبر 2015 | مخزون وحصة كل سوق من مبيعات الـ PEV في اكتر عشر بلدان مبيعا اعتبارًا من ديسمبر 2015 |
| البلد                                                                              | المخزون(1)                                                                         | المخزون(1)                                                                         | المخزون(1)                                                                         | حصة السوق                                                                          | حصة السوق                                                                          | حصة السوق                                                                          | المبيعات منذ                                                                       |
| البلد                                                                              | 2015                                                                               | 2014                                                                               | 2013                                                                               | 2015                                                                               | 2014                                                                               | 2013                                                                               | المبيعات منذ                                                                       |
| ---------------------------------------------------------------------------------- | ---------------------------------------------------------------------------------- | ---------------------------------------------------------------------------------- | ---------------------------------------------------------------------------------- | ---------------------------------------------------------------------------------- | ---------------------------------------------------------------------------------- | ---------------------------------------------------------------------------------- | ---------------------------------------------------------------------------------- |
| الولايات المتحدة                                                                   | ~410,000                                                                           | 291,332                                                                            | 172,000                                                                            | 0.66%                                                                              | 0.72%                                                                              | 0.62%                                                                              | 2008(2)                                                                            |
| الصين                                                                              | 258,328                                                                            | 83,198                                                                             | 28,619                                                                             | 0.84%                                                                              | 0.23%                                                                              | 0.08%                                                                              | 2008(2)                                                                            |
| اليابان(4)                                                                         | 126,420                                                                            | 108,248                                                                            | 74,124                                                                             | n.a.                                                                               | 1.06%                                                                              | 0.85%                                                                              | 2009(3)                                                                            |
| هولندا                                                                             | 88,991                                                                             | 45,020                                                                             | 28,673                                                                             | 9.74%                                                                              | 3.87%                                                                              | 5.37%                                                                              | 2009(3)                                                                            |
| النرويج(5)                                                                         | 84,401                                                                             | 43,442                                                                             | 20,486                                                                             | 22.39%                                                                             | 13.84%                                                                             | 5.60%                                                                              | 2003(3)                                                                            |
| فرنسا                                                                              | 74,294                                                                             | 43,605(6)                                                                          | 28,560(6)                                                                          | 1.2%                                                                               | 0.70%                                                                              | 0.65%                                                                              | 2010(3)                                                                            |
| المملكة المتحدة                                                                    | 53,524                                                                             | ~24,500                                                                            | 9,982                                                                              | 1.1%                                                                               | 0.59%                                                                              | 0.16%                                                                              | 2006(3)                                                                            |
| ألمانيا                                                                            | 48,669                                                                             | 25,205                                                                             | 12,156                                                                             | 0.73%                                                                              | 0.43%                                                                              | 0.25%                                                                              | 2006(2)                                                                            |
| كندا                                                                               | 17,058                                                                             | 10,658                                                                             | 5,596                                                                              | 0.35%                                                                              | 0.27%                                                                              | 0.18%                                                                              | 2011(2)                                                                            |
| السويد                                                                             | 16,996                                                                             | 8,076                                                                              | 3,138                                                                              | 2.49%                                                                              | 1.53%                                                                              | 0.57%                                                                              | 2011(3)                                                                            |
| المجموع العالمي (منذ 2003)                                                         | 1,235,000                                                                          | 712,000                                                                            | 405,000                                                                            |                                                                                    |                                                                                    |                                                                                    |                                                                                    |
| مناطق معينة in selected regional markets                                           |                                                                                    |                                                                                    |                                                                                    |                                                                                    |                                                                                    |                                                                                    |                                                                                    |
| أوروبا(7)                                                                          | 425,849                                                                            | 233,022                                                                            | n.a.                                                                               | 1.41%                                                                              | 0.66%                                                                              | 0.49%                                                                              | 2010(2)                                                                            |
| كاليفورنيا                                                                         | 191,650                                                                            | 129,484                                                                            | 69,999                                                                             | 3.1%                                                                               | 3.2%                                                                               | 2.5%                                                                               | 2010(2)                                                                            |
| الصين                                                                              |                                                                                    |                                                                                    |                                                                                    |                                                                                    |                                                                                    |                                                                                    |                                                                                    |
| الصين                                                                              | 444,447                                                                            | 113,355                                                                            | 38,592                                                                             |                                                                                    |                                                                                    |                                                                                    | 2011(8)                                                                            |

الجدول التالي يعر أكثر عشر دول من حيث حصة السوق من السيارات الكهربائية بين 2013 و 2016:

ِ|

ِ|

| أكثر عشر دول من حيث حصة السوق من السيارات الكهربائية بين 2013 و 2016 | أكثر عشر دول من حيث حصة السوق من السيارات الكهربائية بين 2013 و 2016 | أكثر عشر دول من حيث حصة السوق من السيارات الكهربائية بين 2013 و 2016 | أكثر عشر دول من حيث حصة السوق من السيارات الكهربائية بين 2013 و 2016 | أكثر عشر دول من حيث حصة السوق من السيارات الكهربائية بين 2013 و 2016 | أكثر عشر دول من حيث حصة السوق من السيارات الكهربائية بين 2013 و 2016 | أكثر عشر دول من حيث حصة السوق من السيارات الكهربائية بين 2013 و 2016 | أكثر عشر دول من حيث حصة السوق من السيارات الكهربائية بين 2013 و 2016 | أكثر عشر دول من حيث حصة السوق من السيارات الكهربائية بين 2013 و 2016 | أكثر عشر دول من حيث حصة السوق من السيارات الكهربائية بين 2013 و 2016 | أكثر عشر دول من حيث حصة السوق من السيارات الكهربائية بين 2013 و 2016 | أكثر عشر دول من حيث حصة السوق من السيارات الكهربائية بين 2013 و 2016 |
| الترتيب                                                              | البلد                                                                | حصة السوق (%) 2016                                                   | الترتيب                                                              | البلد                                                                | حصة سوق (%) 2015                                                     | الترتيب                                                              | البلد                                                                | حصة سوق (%) 2014                                                     | الترتيب                                                              | البلد                                                                | حصة سوق (%) 2013                                                     |
| -------------------------------------------------------------------- | -------------------------------------------------------------------- | -------------------------------------------------------------------- | -------------------------------------------------------------------- | -------------------------------------------------------------------- | -------------------------------------------------------------------- | -------------------------------------------------------------------- | -------------------------------------------------------------------- | -------------------------------------------------------------------- | -------------------------------------------------------------------- | -------------------------------------------------------------------- | -------------------------------------------------------------------- |
| 1                                                                    | النرويج                                                              | 29.1 %                                                               | 1                                                                    | النرويج                                                              | 22.39 %                                                              | 1                                                                    | النرويج                                                              | 13.84 %                                                              | 1                                                                    | النرويج                                                              | 6.10 %                                                               |
| 2                                                                    | هولندا                                                               | 6.4 %                                                                | 2                                                                    | هولندا                                                               | 9.74 %                                                               | 2                                                                    | هولندا                                                               | 3.87 %                                                               | 2                                                                    | هولندا                                                               | 5.55 %                                                               |
| 3                                                                    | آيسلندا                                                              | 4.6 %                                                                | 3                                                                    | آيسلندا                                                              | 2.93 %                                                               | 3                                                                    | آيسلندا                                                              | 2.71 %                                                               | 3                                                                    | آيسلندا                                                              | 0.94 %                                                               |
| 4                                                                    | السويد                                                               | 3.5 %                                                                | 4                                                                    | السويد                                                               | 2.62 %                                                               | 4                                                                    | إستونيا                                                              | 1.57 %                                                               | 4                                                                    | اليابان                                                              | 0.91 %                                                               |
| 5                                                                    | سويسرا                                                               | 1.8 %                                                                | 5                                                                    | الدنمارك                                                             | 2.29 %                                                               | 5                                                                    | السويد                                                               | 1.53 %                                                               | 5                                                                    | فرنسا(2)                                                             | 0.83 %                                                               |
| 6                                                                    | بلجيكا                                                               | 1.8 %                                                                | 6                                                                    | سويسرا                                                               | 1.98 %                                                               | 6                                                                    | اليابان                                                              | 1.06 %                                                               | 6                                                                    | إستونيا                                                              | 0.73 %                                                               |
| 7                                                                    | النمسا                                                               | 1.6 %                                                                | 7                                                                    | فرنسا                                                                | 1.19 %                                                               | 7                                                                    | الدنمارك                                                             | 0.88 %                                                               | 7                                                                    | السويد                                                               | 0.71 %                                                               |
| 8                                                                    | فرنسا                                                                | 1.4 %                                                                | 8                                                                    | المملكة المتحدة                                                      | 1.07 %                                                               | 8                                                                    | سويسرا                                                               | 0.75 %                                                               | 8                                                                    | الولايات المتحدة                                                     | 0.60 %                                                               |
| 9                                                                    | المملكة المتحدة                                                      | 1.37 %                                                               | 9                                                                    | النمسا                                                               | 0.90 %                                                               | 9                                                                    | الولايات المتحدة                                                     | 0.72 %                                                               | 9                                                                    | سويسرا                                                               | 0.44 %                                                               |
| 10                                                                   | الصين                                                                | 1.31 %                                                               | 10                                                                   | الصين                                                                | 0.84 %                                                               | 10                                                                   | فرنسا(2)                                                             | 0.70 %                                                               | 10                                                                   | الدنمارك                                                             | 0.29 %                                                               |
| مناطق ومقاطعات معينة                                                 |                                                                      |                                                                      |                                                                      |                                                                      |                                                                      |                                                                      |                                                                      |                                                                      |                                                                      |                                                                      |                                                                      |
| هونغ كونغ                                                            | ~5 %                                                                 |                                                                      | هونغ كونغ                                                            | 4.84 %                                                               |                                                                      | هونغ كونغ                                                            | -                                                                    |                                                                      | هونغ كونغ                                                            | 0.39 %                                                               |                                                                      |
| كاليفورنيا                                                           | 3.5 %                                                                |                                                                      | كاليفورنيا                                                           | 3.1 %                                                                |                                                                      | كاليفورنيا                                                           | 3.2 %                                                                |                                                                      | كاليفورنيا                                                           | 2.5 %                                                                |                                                                      |
| أوروبا(1)                                                            | 1.3 %                                                                |                                                                      | أوروبا(1)                                                            | 1.41 %                                                               |                                                                      | أوروبا(1)                                                            | 0.66 %                                                               |                                                                      | أوروبا(1)                                                            | 0.49 %                                                               |                                                                      |

## أستراليا
في عام 2008 بدأت أستراليا بإنتاج أول المركبات الكهربائية التجارية. وكانت في البداية تدعى بليد رانر ثم تم تغيير اسمها إلى الإلكترون، وبالفعل يجري تصديرها إلى نيوزيلندا حيث تم شراؤها من قبل وزير البيئة نيك سميث.

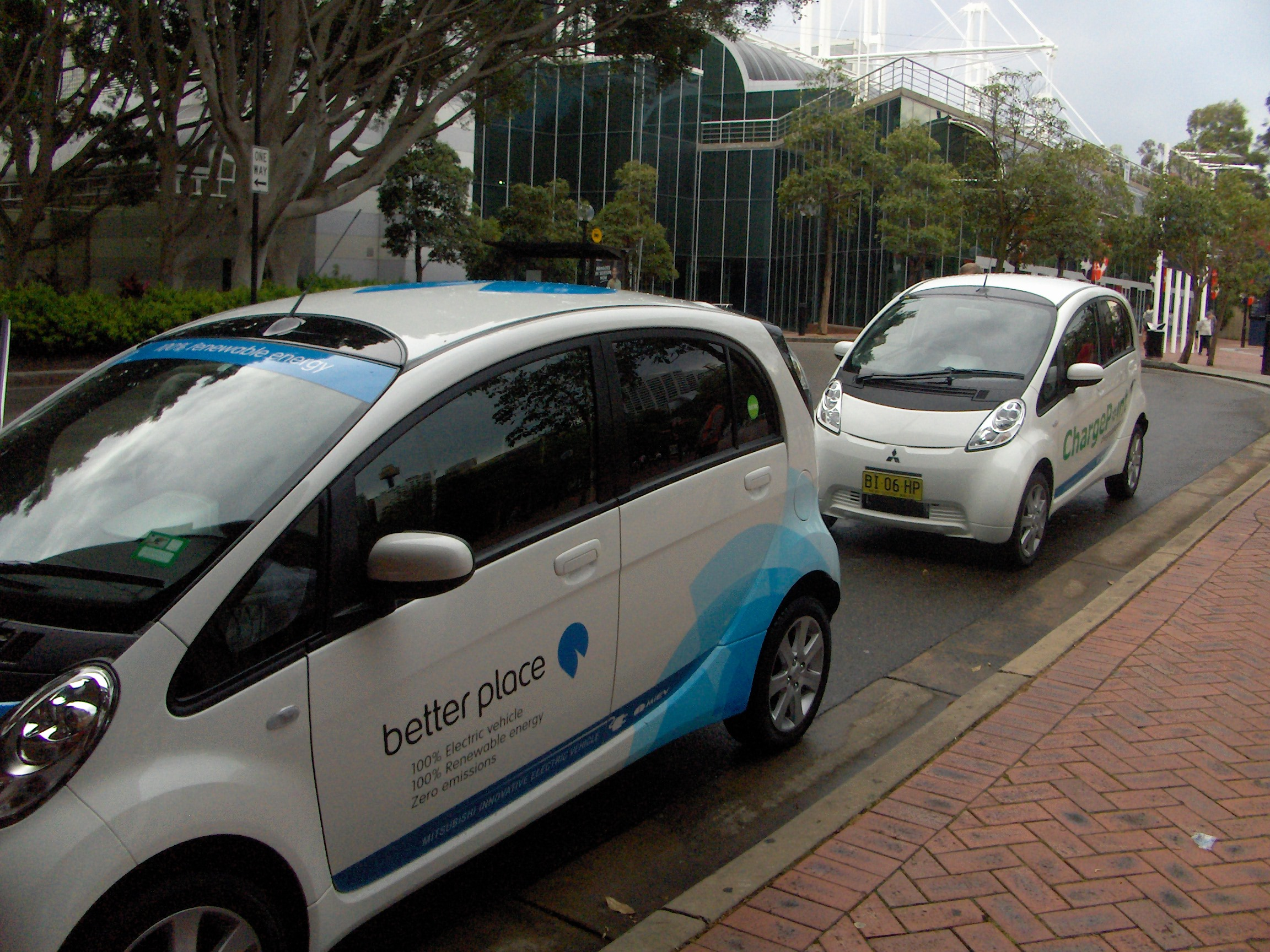
ميتسوبيشي MiEVs في سيدني ، أستراليا.

الجدول التالي يعرض تسجيل السيارات الكهربائية بين عامي 2010 آذار / مارس 2016:
| تسجيل السارات الكهربائية في استراليا حسب النوعبين 2010 و 2016 | تسجيل السارات الكهربائية في استراليا حسب النوعبين 2010 و 2016 | تسجيل السارات الكهربائية في استراليا حسب النوعبين 2010 و 2016 | تسجيل السارات الكهربائية في استراليا حسب النوعبين 2010 و 2016 | تسجيل السارات الكهربائية في استراليا حسب النوعبين 2010 و 2016 | تسجيل السارات الكهربائية في استراليا حسب النوعبين 2010 و 2016 | تسجيل السارات الكهربائية في استراليا حسب النوعبين 2010 و 2016 | تسجيل السارات الكهربائية في استراليا حسب النوعبين 2010 و 2016 | تسجيل السارات الكهربائية في استراليا حسب النوعبين 2010 و 2016 |
| الموديل                                                       | المجموع 2010–2016(1)                                          | 1Q 2016                                                       | 1Q 2015                                                       | 2014                                                          | 2013                                                          | 2012                                                          | 2011                                                          | 2010                                                          |
| ------------------------------------------------------------- | ------------------------------------------------------------- | ------------------------------------------------------------- | ------------------------------------------------------------- | ------------------------------------------------------------- | ------------------------------------------------------------- | ------------------------------------------------------------- | ------------------------------------------------------------- | ------------------------------------------------------------- |
| ميتسوبيشي أوتلاندر                                            | 2,015                                                         | 195                                                           | 198                                                           | 895                                                           | –                                                             | –                                                             | –                                                             | –                                                             |
| نيسان ليف                                                     | 528(1)                                                        | 40                                                            | 31                                                            | 173                                                           | 188                                                           | 77                                                            | 19                                                            | –                                                             |
| تيسلا طراز إس                                                 | 323(1)                                                        | 150                                                           | 104(2)                                                        | 69(2)                                                         | –                                                             | –                                                             | –                                                             | –                                                             |
| ميتسوبيشي اي MiEV                                             | 252                                                           | 0                                                             | 0                                                             | 0                                                             | 15                                                            | 95                                                            | 30                                                            | 112                                                           |
| هولدن فولت                                                    | 245(1)                                                        | 0                                                             | 6                                                             | 58                                                            | 101                                                           | 80                                                            | –                                                             | –                                                             |
| بي إم دبليو آي 3                                              | 106(1)                                                        | 27                                                            | 46                                                            | 33                                                            | –                                                             | –                                                             | –                                                             | –                                                             |
| تسلا رودستر                                                   | 11                                                            | 0                                                             | 0                                                             | 0                                                             | 0                                                             | 5                                                             | 6                                                             | –                                                             |
| بي إم دبليو آي 8                                              | 7                                                             | 7                                                             | –                                                             | –                                                             | –                                                             | –                                                             | –                                                             | –                                                             |
| المجموع                                                       | 3,487                                                         | 419                                                           | 385                                                           | 1,228                                                         | 304                                                           | 257                                                           | 55                                                            | 112                                                           |

## كندا
المبيعات التراكمية من السيارات الكهربائية في كندا تعدت 2,000 وحدة في مايو 2016. «شيفروليه فولت»، التي صدرت في عام 2011، حققت أعلى مبيعات من السيارات الكهربائية في البلاد، حيث وصلت المبيعات التراكمية إلى 6,387 وحدة خلال مايو 2015، وتمثل أكثر من 30% من جميع السيارات التي تباع في البلاد. في المرتبة الثانية تأتي تسلا موديل S والتي حققت 4,160 وحدة مباعة خلال نيسان / أبريل 2016، تليها نيسان ليف بـ 3,692 وحدة تسليم اعتبارًا من مايو 2016. نموذج S كان أعلى مبيعا في كندا في عام 2015 بـ 2,010 وحدة مباعة.

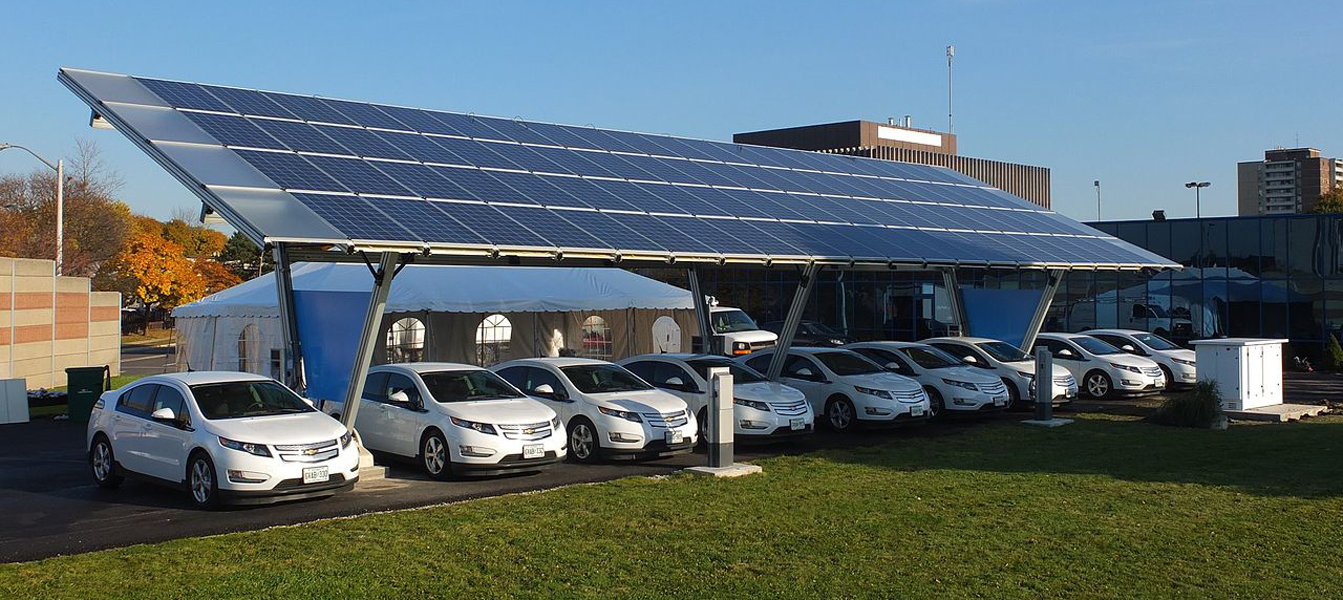
شيفروليه فولت الاعلي مبيعا في كندا. يظهر هنا أسطول من سيارات فولت في محطة شحن في تورونتو.

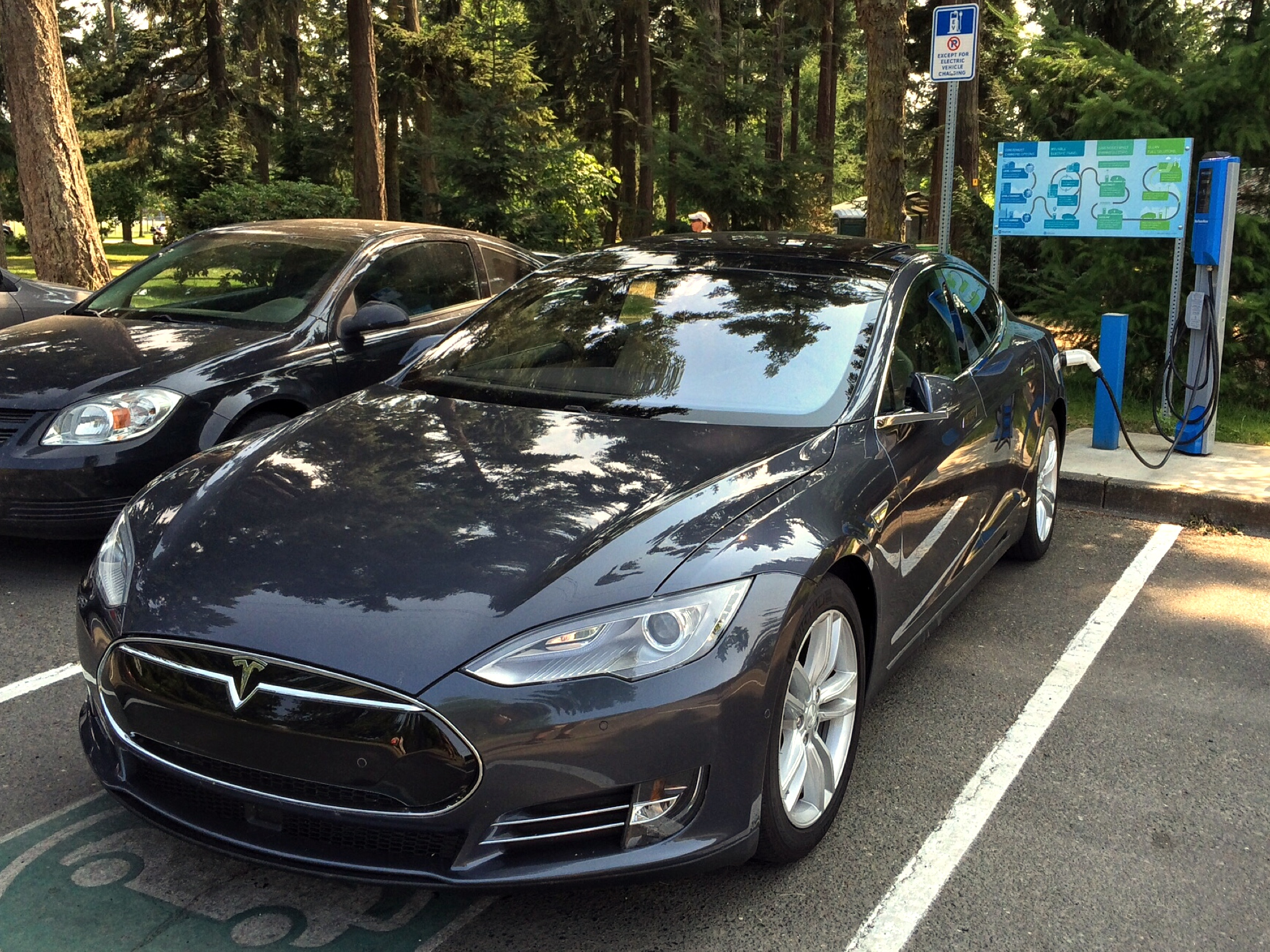
تسلا موديل S. في باركسفيل (كولومبيا البريطانية), كولومبيا البريطانية.

مبيعات التجزئة من تسلا موديل S بدأت في عام 2012، حيث تم تسليم 95 من السيارات هذا العام. مجموعه من 638 وحدة تم بيعها في عام 2013، ووصلت المبيعات التراكمية إلى 1,580 وحدة خلال ديسمبر/كانون الأول 2014، مما يقفز بنموذج S إلى المرتبة الثانية كأفضل مبيعات من السيارات الكهربائية في البلاد. خلال عام 2014 بي إم دبليو آي 3و كيا سول وبي إم دبليو آي 8 وبورش 918 أدخلت الي الأسواق الكندية. الطرازات الاعليي مبيعا في عام 2015 كانت تسلا موديل S بـ 2,010 وحدة، تليها شيفروليه فولت بـ 1,463 ثم نيسان ليف بـ 1,233 وبي ام دبليو i3 بـ 367 وكيا سول بـ 318.
| مبيعات السيارت حسب نوع الموديل في كندا ما بين 2011 و 2015 | مبيعات السيارت حسب نوع الموديل في كندا ما بين 2011 و 2015 | مبيعات السيارت حسب نوع الموديل في كندا ما بين 2011 و 2015 | مبيعات السيارت حسب نوع الموديل في كندا ما بين 2011 و 2015 | مبيعات السيارت حسب نوع الموديل في كندا ما بين 2011 و 2015 | مبيعات السيارت حسب نوع الموديل في كندا ما بين 2011 و 2015 | مبيعات السيارت حسب نوع الموديل في كندا ما بين 2011 و 2015 |
| الطراز                                                    | المجموع 2011-2015                                         | 2015                                                      | 2014                                                      | 2013                                                      | 2012                                                      | 2011                                                      |
| --------------------------------------------------------- | --------------------------------------------------------- | --------------------------------------------------------- | --------------------------------------------------------- | --------------------------------------------------------- | --------------------------------------------------------- | --------------------------------------------------------- |
| شيفورليه فولت                                             | 5,415                                                     | 1,463                                                     | 1,521                                                     | 931                                                       | 1,225                                                     | 275                                                       |
| تيسلا طراز إس                                             | 3,590                                                     | 2,010                                                     | 847                                                       | 638                                                       | 95                                                        |                                                           |
| نيسان ليف                                                 | 3,198                                                     | 1,233                                                     | 1,085                                                     | 470                                                       | 240                                                       | 170                                                       |
| Smart electric drive                                      | 1,132                                                     | 306                                                       | 561                                                       | 222                                                       | 28                                                        | 15                                                        |
| ميتسوبيشي MiEV                                            | 617                                                       | 121                                                       | 109                                                       | 168                                                       | 196                                                       | 23                                                        |
| فورد سي-ماكس                                              | 609                                                       | 138                                                       | 272                                                       | 199                                                       |                                                           |                                                           |
| بي إم دبليو آي 3                                          | 566                                                       | 367                                                       | 199                                                       |                                                           |                                                           |                                                           |
| فورد فيوجن                                                | 429                                                       | 144                                                       | 169                                                       | 116                                                       |                                                           |                                                           |
| كيا سول EV                                                | 357                                                       | 318                                                       | 39                                                        |                                                           |                                                           |                                                           |
| فورد فوكس اليكتريك                                        | 244                                                       | 42                                                        | 44                                                        | 103                                                       | 55                                                        |                                                           |
| بي إم دبليو آي 8                                          | 228                                                       | 200                                                       | 28                                                        |                                                           |                                                           |                                                           |
| بورش كايان                                                | 213                                                       | 213                                                       |                                                           |                                                           |                                                           |                                                           |
| فيسكر كارما                                               | 100                                                       | 7                                                         | 26                                                        | 67                                                        |                                                           |                                                           |
| كاديلاك ELR                                               | 73                                                        | 25                                                        | 44                                                        | 4                                                         |                                                           |                                                           |
| شيفروليه سبارك                                            | 66                                                        | 35                                                        | 26                                                        | 5                                                         |                                                           |                                                           |
| بورش بانامير                                              | 65                                                        | 20                                                        | 45                                                        |                                                           |                                                           |                                                           |
| تيسلا رودستر                                              | 53                                                        |                                                           |                                                           |                                                           |                                                           | 53                                                        |
| بورش 918                                                  | 28                                                        | 21                                                        | 7                                                         |                                                           |                                                           |                                                           |
| أودي إيه 3                                                | 24                                                        | 24                                                        |                                                           |                                                           |                                                           |                                                           |
| مكلارين بي 1                                              | 9                                                         | 6                                                         | 3                                                         |                                                           |                                                           |                                                           |
| بي إم دبليو اكس 5 (اف 15)                                 | 5                                                         | 5                                                         |                                                           |                                                           |                                                           |                                                           |
| تويوتا راف 4 اي في                                        | 4                                                         | 1                                                         |                                                           | 3                                                         |                                                           |                                                           |
| مجموع المبيعات                                            | 17,995                                                    | 6,990                                                     | 5,322                                                     | 3,178                                                     | 1,969                                                     | 536                                                       |
| حصة السوق                                                 | حصة السوق                                                 | 0.37%                                                     | 0.29%                                                     | 0.18%                                                     | 0.12%                                                     | 0.03%                                                     |
|                                                           |                                                           |                                                           |                                                           |                                                           |                                                           |                                                           |

## الصين

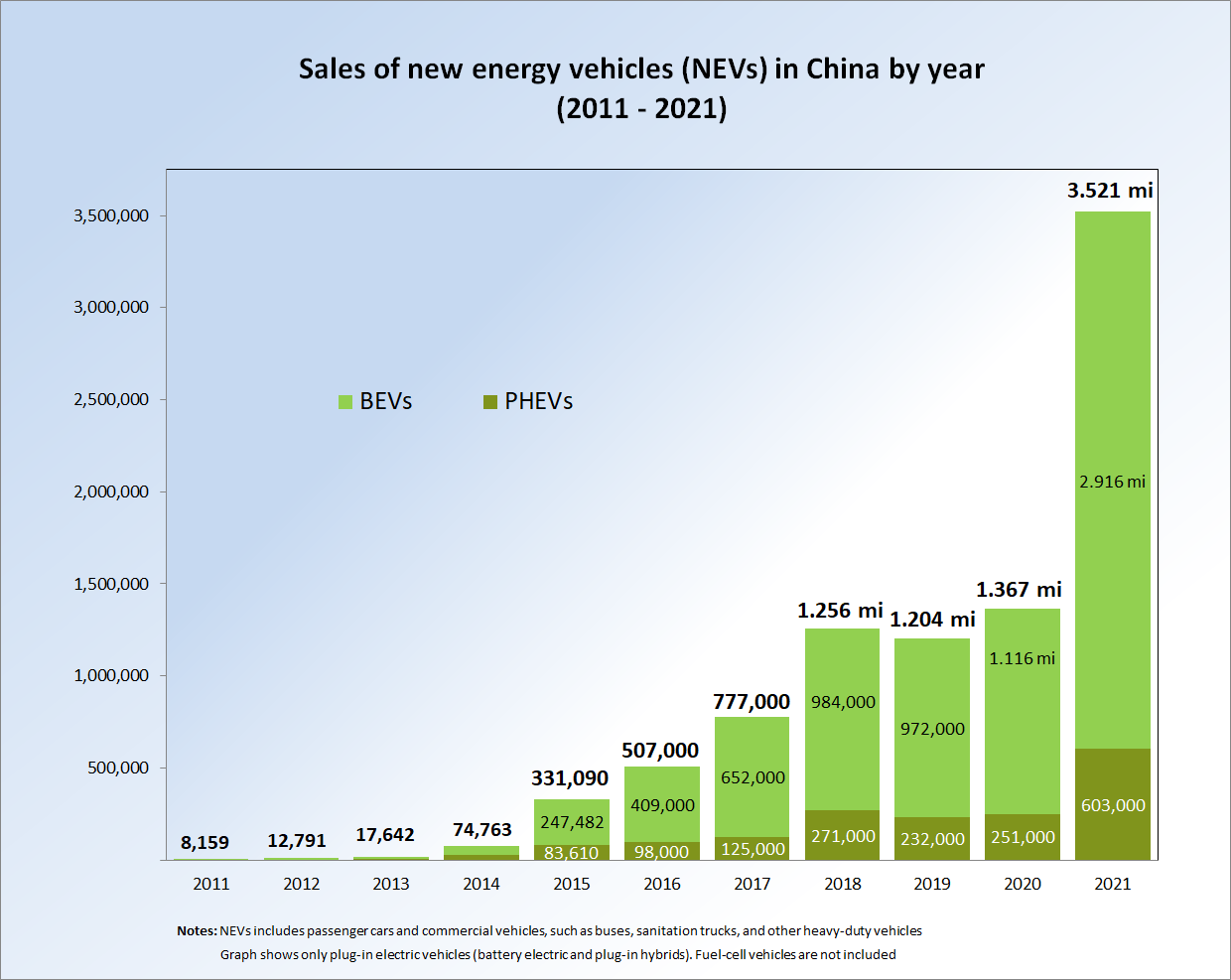
مبيعات سيارات الطاقة الجديدة في الصين بين كانون الثاني / يناير 2011 وكانون الأول / ديسمبر 2017.

مركبات الطاقة الجديدة التي تباع في الصين منذ عام 2011 تعدت 500,000 وحدة في آذار / مارس 2016، مما يجعل البلاد الأكثر مبيعا في العالم. مبيعات المنتجة محليا المكونات في سيارات الركاب حققت 500,000 وحدة فارقة في أيلول/ سبتمبر 2016. السيارات المنتجة محليا تمثل 96% من الطاقة الجديدة مبيعات السيارات في الصين. اعتبارًا من نوفمبر 2016الصين أصبح لديها أيضا أكبر أسطول في العالم من السيارات الكهربائية، بما يقدر بـ 600000 سيارة. تفوقت الصين على الولايات المتحدة وأوروبا من حيث المبيعات السنوية من السيارات الكهربائية في 2015 و 2016.

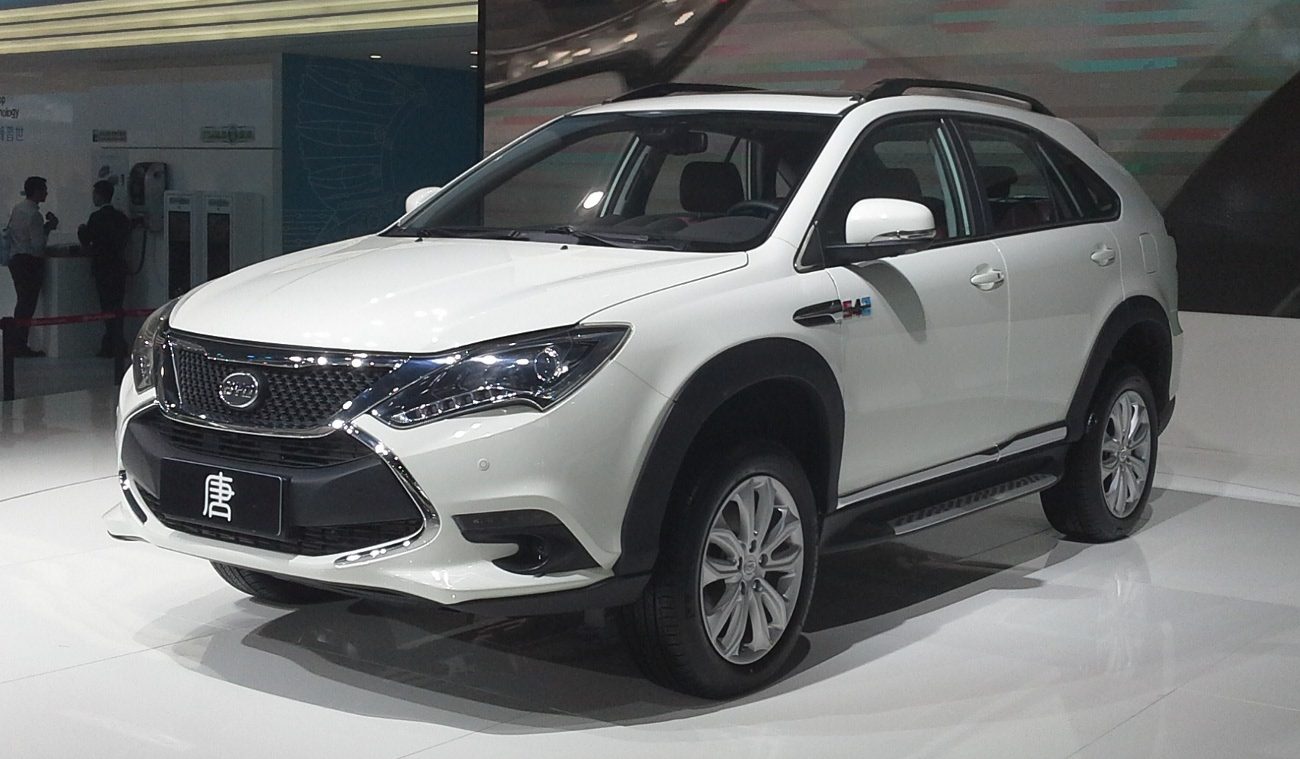
BYD تانغ ، التي صدرت في حزيران / يونيه 2015.

الجدول التالي يوضح المبيعات السنوية من السيارات الأكثر مبيعا في الصين (أكثر من 3000 وحدة) مابين 2011 و 2015.
| مبيعات السيارات في الصين ما بين 2011 و 2015 | مبيعات السيارات في الصين ما بين 2011 و 2015 | مبيعات السيارات في الصين ما بين 2011 و 2015   | مبيعات السيارات في الصين ما بين 2011 و 2015 | مبيعات السيارات في الصين ما بين 2011 و 2015 | مبيعات السيارات في الصين ما بين 2011 و 2015 | مبيعات السيارات في الصين ما بين 2011 و 2015 | مبيعات السيارات في الصين ما بين 2011 و 2015 |
| الطراز                                      | مجموع المبيعات 2011-2015                    | حصة السوق من سيارات الطاقة المتجددةt share(1) | مبيعات 2015                                 | مبيعات 2014                                 | مبيعات 2013                                 | مبيعات 2012                                 | مبيعات 2011                                 |
| ------------------------------------------- | ------------------------------------------- | --------------------------------------------- | ------------------------------------------- | ------------------------------------------- | ------------------------------------------- | ------------------------------------------- | ------------------------------------------- |
| BYD Qin                                     | 46,787                                      | 10.5%                                         | 31,898                                      | 14,747                                      | 142                                         | —                                           | —                                           |
| Kandi EV                                    | 31,134                                      | 7.0%                                          | 16,736                                      | 14,398                                      | —                                           | —                                           | —                                           |
| BAIC E150/160/200 EV                        | 23,832                                      | 5.4%                                          | 16,488                                      | 5,234                                       | 1,466                                       | 644                                         |                                             |
| BYD Tang                                    | 18,375                                      | 4.1%                                          | 18,375                                      | —                                           | —                                           | —                                           | —                                           |
| Chery QQ3 EV                                | 16,247(2)                                   | 3.7%                                          | 3,208(2)                                    | 2,016(3)                                    | 5,727                                       | 3,129                                       | 2,167                                       |
| Zotye Cloud/Z100 EV                         | 15,467                                      | 3.5%                                          | 15,467                                      | —                                           | —                                           | —                                           | —                                           |
| align="left" JAC J3/iEV                     | 15,279                                      | 3.5%                                          | ~9,000                                      | ~1,000                                      | 1,309                                       | 2,485                                       | 1,585(4)                                    |
| BYD e6                                      | 14,257(5)                                   | 3.2%                                          | 7,029                                       | 3,560                                       | 1,544                                       | 1,690                                       | 401                                         |
| Zotye Zhidou E20                            | 13,726                                      | 3.1%                                          | 6,385                                       | 7,341                                       | —                                           | —                                           | —                                           |
| SAIC Roewe 550 PHEV                         | 11,711                                      | 2.6%                                          | 10,711                                      | ~1,000                                      | —                                           | —                                           | —                                           |
| Chery eQ                                    | 7,804                                       | 1.8%                                          | 7,262                                       | 542                                         | —                                           | —                                           | —                                           |
| تيسلا طراز إس                               | 5,524(6)                                    | 1.2%                                          | 3,025(6)                                    | 2,499                                       | —                                           | —                                           | —                                           |
| Geely-Kandi Panda EV                        | 4,939                                       | 1.1%                                          | 3,654                                       | 1,285                                       | —                                           | —                                           | —                                           |
| Zhidou D2                                   | 3,777                                       | 0.8%                                          | 3,777                                       | —                                           | —                                           | —                                           | —                                           |
| BYD F3DM                                    | 3,284(5)                                    | 0.7%                                          | —                                           | —                                           | 1,005                                       | 1,201                                       | 613                                         |
| Denza EV                                    | 3,020                                       | 0.7%                                          | 2,888                                       | 132                                         | —                                           | —                                           | —                                           |
| المجموع الكلي للمبيعات                      | 444,447(7)                                  | -                                             | 331,092                                     | 74,763                                      | 17,642                                      | 12,791                                      | 8,159                                       |

## فرنسا

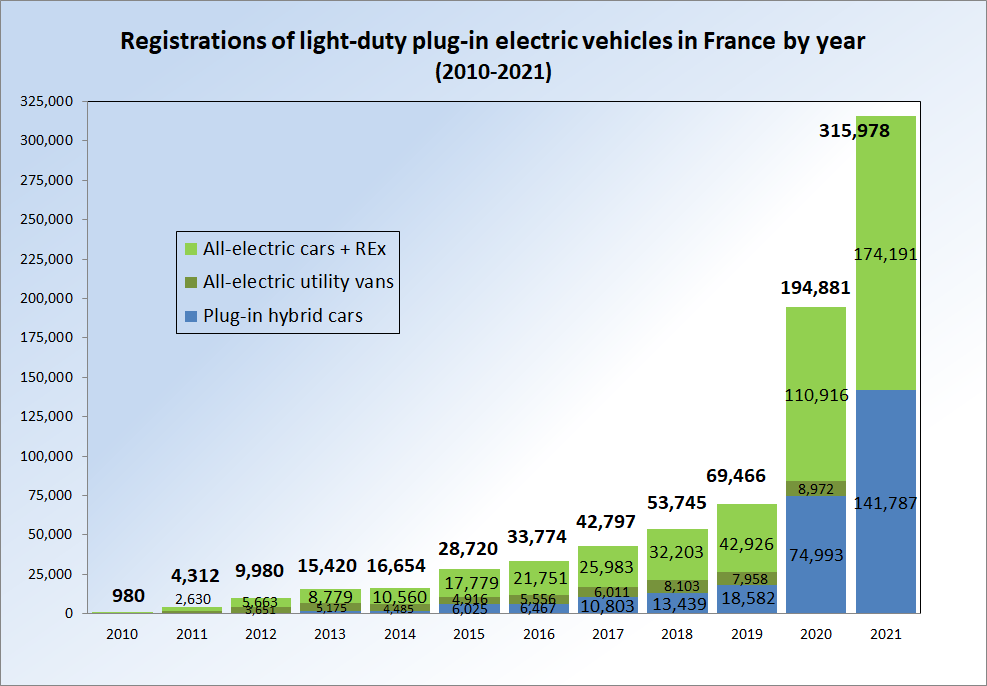
تسجيل السيارات الكهربائية في فرنسا بين 2010 و 2017.

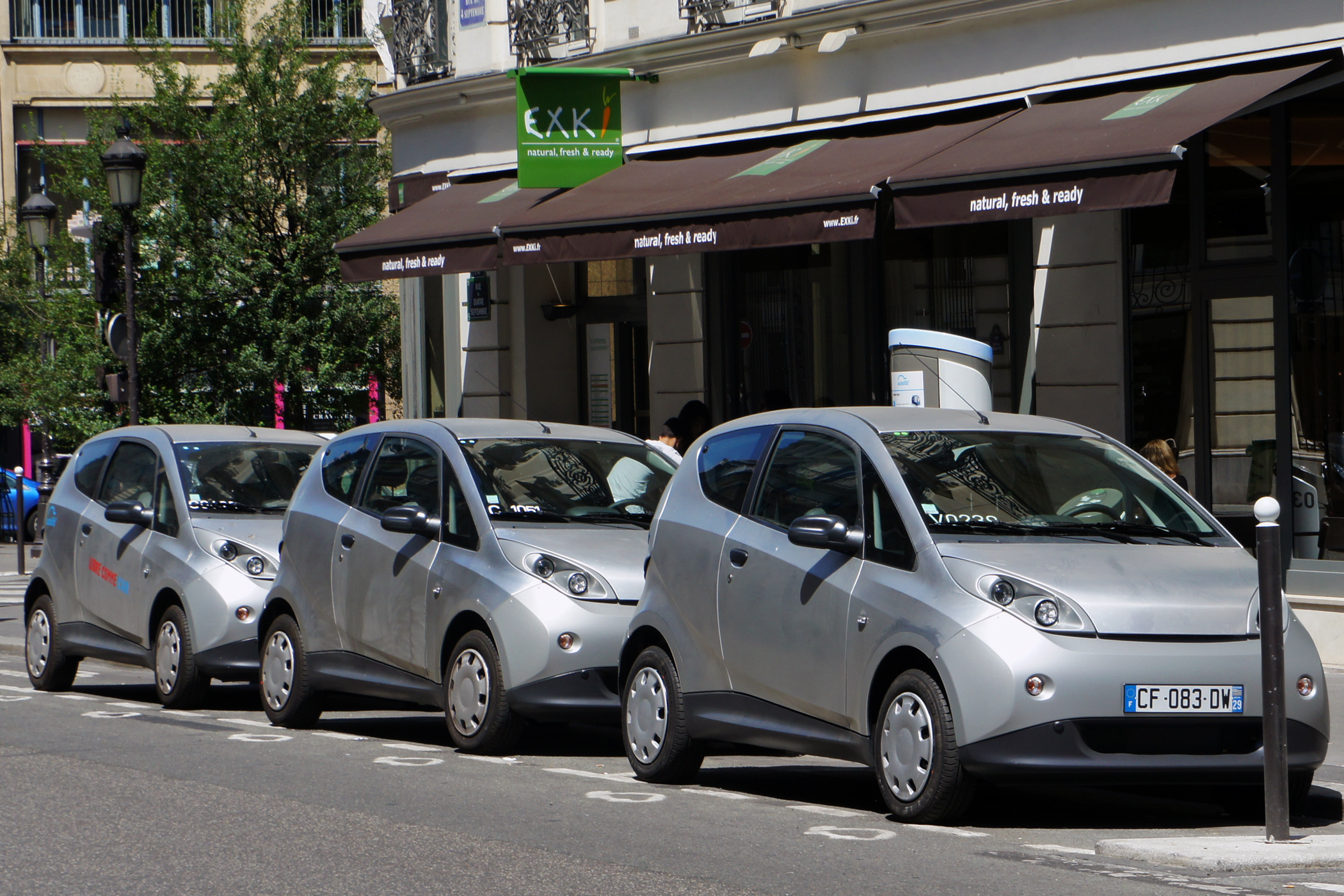
Bolloré Bluecar

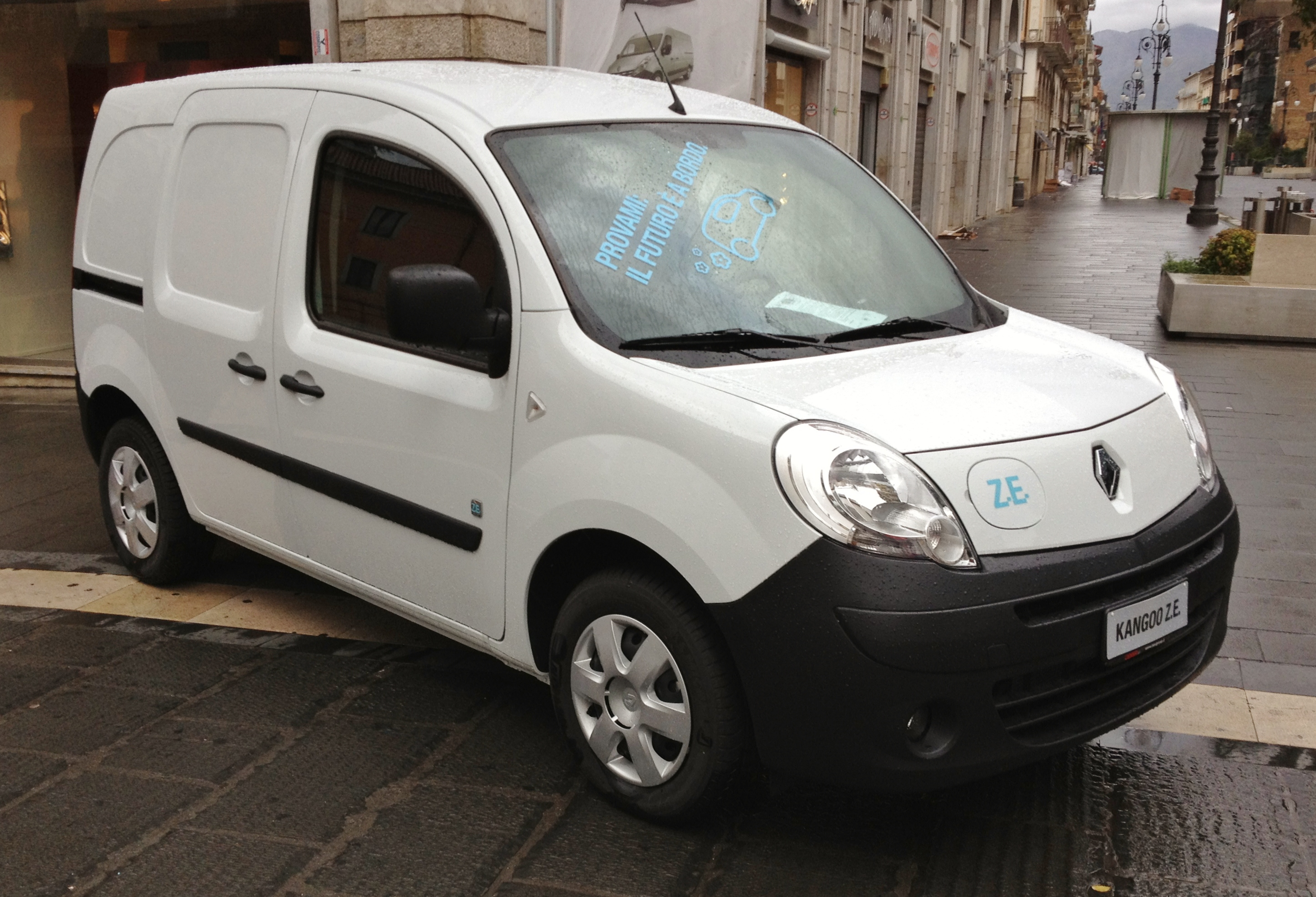
رينو كانجو Z. E.

الجدول التالي يعرض التسجيلات للسيارات الكهربائية بين 2010 وكانون الأول / ديسمبر 2015.
| تسجيلات كل السيارات الكهربائية في فرنسا بين 2010 وكانون الأول / ديسمبر 2015 حسب الطراز between January 2010 and December 2015 | تسجيلات كل السيارات الكهربائية في فرنسا بين 2010 وكانون الأول / ديسمبر 2015 حسب الطراز between January 2010 and December 2015 | تسجيلات كل السيارات الكهربائية في فرنسا بين 2010 وكانون الأول / ديسمبر 2015 حسب الطراز between January 2010 and December 2015 | تسجيلات كل السيارات الكهربائية في فرنسا بين 2010 وكانون الأول / ديسمبر 2015 حسب الطراز between January 2010 and December 2015 | تسجيلات كل السيارات الكهربائية في فرنسا بين 2010 وكانون الأول / ديسمبر 2015 حسب الطراز between January 2010 and December 2015 | تسجيلات كل السيارات الكهربائية في فرنسا بين 2010 وكانون الأول / ديسمبر 2015 حسب الطراز between January 2010 and December 2015 | تسجيلات كل السيارات الكهربائية في فرنسا بين 2010 وكانون الأول / ديسمبر 2015 حسب الطراز between January 2010 and December 2015 | تسجيلات كل السيارات الكهربائية في فرنسا بين 2010 وكانون الأول / ديسمبر 2015 حسب الطراز between January 2010 and December 2015 | تسجيلات كل السيارات الكهربائية في فرنسا بين 2010 وكانون الأول / ديسمبر 2015 حسب الطراز between January 2010 and December 2015 |
| الطراز | المجموع 2010-2015 | حصة السوق | 2015 | 2014 | 2013 | 2012 | 2011 | 2010 |
| --- | --- | --- | --- | --- | --- | --- | --- | --- |
| رينو زو | 21,935 | 48.7% | 10,406 | 5,970 | 5,511 | 48 | | |
| نيسان ليف | 5,865 | 13.0% | 2,220 | 1,600 | 1,438 | 524 | 83 | |
| Bolloré Bluecar | 4,936 | 11.0% | 1,166 | 1,170 | 658 | 1,543 | 399 | |
| بيجو ايون | 3,144 | 7.0% | 725 | 163 | 178 | 1,409 | 639 | 30 |
| Citroën C-Zero | 2,638 | 5.9% | 397 | 154 | 80 | 1,335 | 645 | 27 |
| Smart electric drive | 1,475 | 3.3% | 336 | 509 | 478 | 66 | 52 | 34 |
| تيسلا طراز إس | 1,071 | 2.4% | 708 | 328 | 35 | | | |
| ميا اليكتريك | 843 | 1.9% | 0 | 9 | 201 | 384 | 249 | |
| رينو فلوينس. | 727 | 1.6% | 0 | 5 | 18 | 295 | 396 | 13 |
| كيا سول | 548 | 1.2% | 485 | 63 | | | | |
| مجموع السيارات | 45,595 | 68.8% | 17,779 | 10,560 | 8,779 | 5,663 | 2,630 | 184 |
| رينو كانجو. | 13,319 | 64.3% | 2,836 | 2,657 | 4,174 | 2,869 | 768 | 15 |
| نيسان ان في 200 | 585 | 2.8% | 343 | 242 | | | | |
| جميع عربيات النقل | 20,705 | 31.2% | 4,916 | 4,485 | 5,175 | 3,651 | 1,682 | 796 |
| جميع السيارات والناقلات الكبيرة                                                                                               | 66,300 | 100% | 22,695 | 15,045 | 13,954 | 9,314 | 4,312 | 980 |
| جميع المركبات المهجنة | 7,999 | 10.8% | 5,006 | 1,527 | 800 | 666 | | |
| مجموع السيارات الإلكترونية والناقلات الكبيرة                                                                                  | 74,299 | 100% | 27,701 | 16,572 | 14,754 | 9,980 | 4,312 | 980 |

## ألمانيا

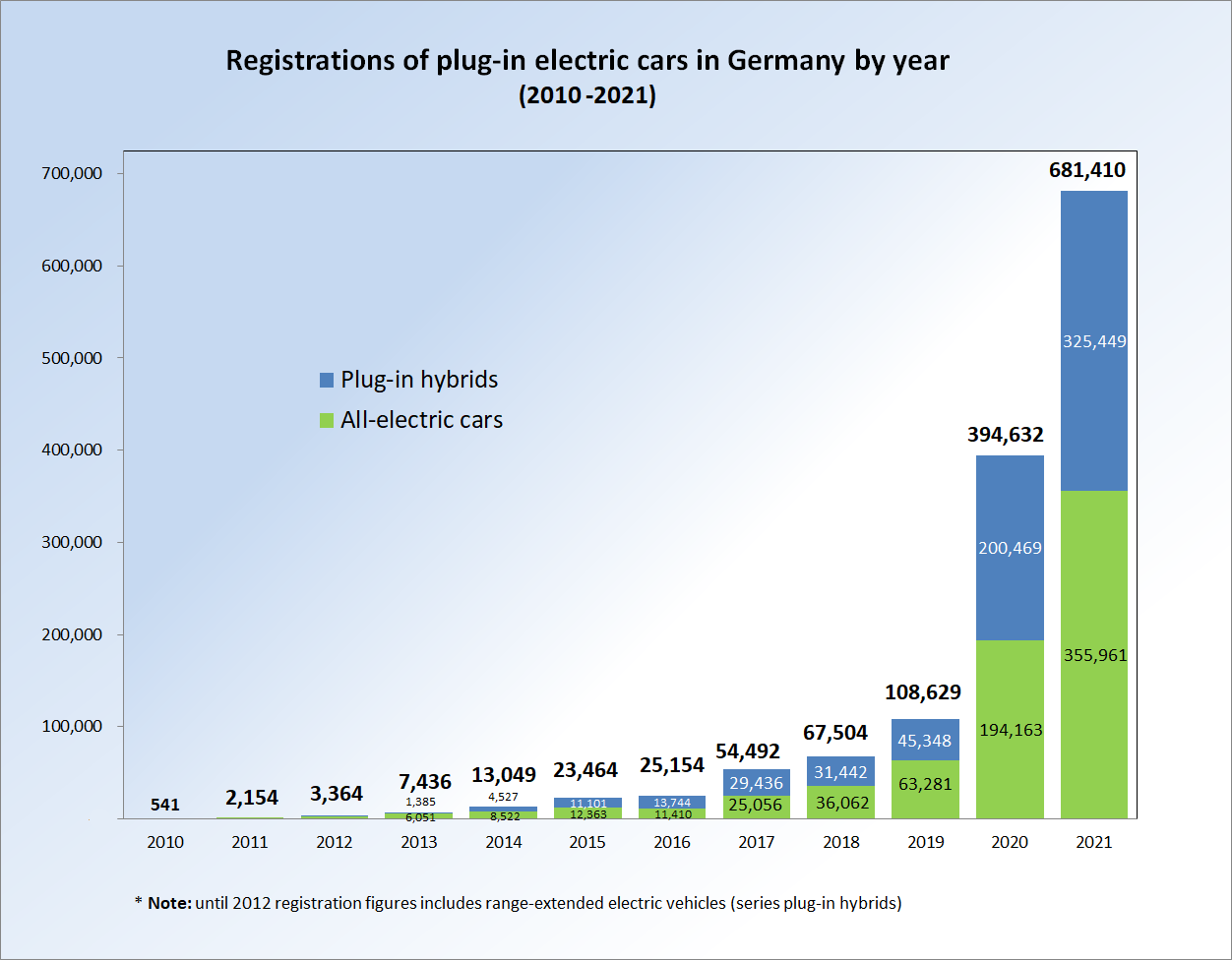
التسجيل السنوي للسيارات الكهربائية في ألمانيا علي حسب نوع السيارة بين 2010 و 2017.

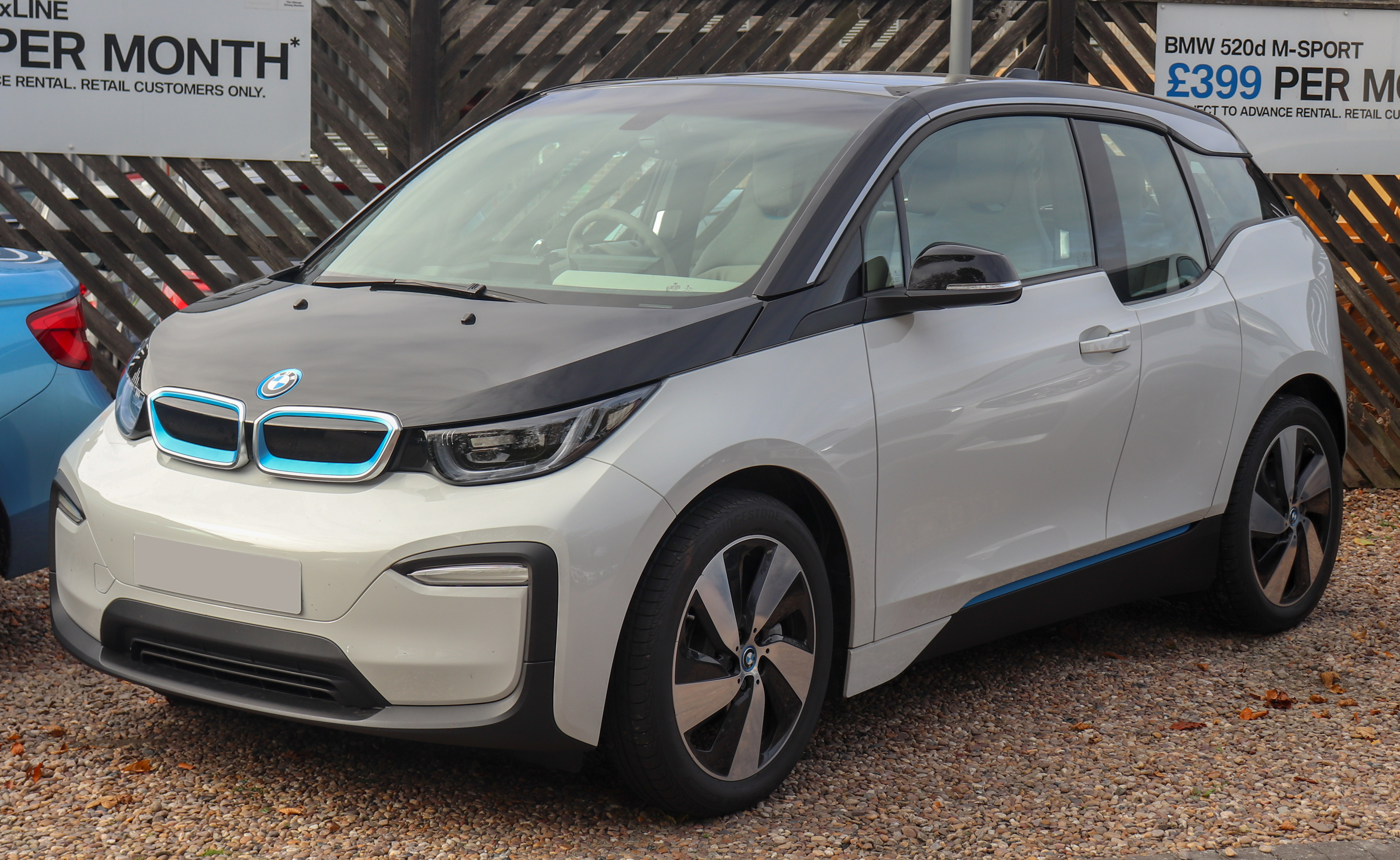
بي إم دبليو آي 3

الجدول التالي يعرض اعلي مبيعات في السيارات الكهربائية المتاحة لعملاء التجزئة ما بين 2010 وحزيران / يونيو 2014.
| مبيعات السيارات الكهربائية حسب الطراز في ألمانيا ما بين 2010 و 2014 | مبيعات السيارات الكهربائية حسب الطراز في ألمانيا ما بين 2010 و 2014 | مبيعات السيارات الكهربائية حسب الطراز في ألمانيا ما بين 2010 و 2014 | مبيعات السيارات الكهربائية حسب الطراز في ألمانيا ما بين 2010 و 2014 | مبيعات السيارات الكهربائية حسب الطراز في ألمانيا ما بين 2010 و 2014 | مبيعات السيارات الكهربائية حسب الطراز في ألمانيا ما بين 2010 و 2014 | مبيعات السيارات الكهربائية حسب الطراز في ألمانيا ما بين 2010 و 2014 |
| الطراز                                                              | المجموع 2010-2014(1)                                                | 2Q 2014                                                             | 2013                                                                | 2012                                                                | 2011                                                                | 2010                                                                |
| ------------------------------------------------------------------- | ------------------------------------------------------------------- | ------------------------------------------------------------------- | ------------------------------------------------------------------- | ------------------------------------------------------------------- | ------------------------------------------------------------------- | ------------------------------------------------------------------- |
| السيارة الاليكترونية الذكية                                         | 3,959                                                               | 645                                                                 | 2,146                                                               | 734                                                                 | 328                                                                 | 106                                                                 |
| بي إم دبليو آي 3                                                    | 1,937                                                               | 1,378                                                               | 559                                                                 |                                                                     |                                                                     |                                                                     |
| نيسان ليف                                                           | 1,693                                                               | 380                                                                 | 855                                                                 | 451                                                                 | 7                                                                   |                                                                     |
| رينو زو                                                             | 1,532                                                               | 513                                                                 | 1,019                                                               |                                                                     |                                                                     |                                                                     |
| اوبل امبيرا\| 1,450                                                 | 46                                                                  | 335                                                                 | 828                                                                 | 241                                                                 |                                                                     |                                                                     |
| فولكس فاجن اي!                                                      | 1,034                                                               | 884                                                                 | 150                                                                 |                                                                     |                                                                     |                                                                     |
| Citroën C-Zero                                                      | 950                                                                 | 17                                                                  | 276                                                                 | 454                                                                 | 200                                                                 | 3                                                                   |
| ميتسوبيشي i MiEV                                                    | 910                                                                 | 56                                                                  | 89                                                                  | 71                                                                  | 683                                                                 | 11                                                                  |
| تيسلا طراز إس                                                       | 637                                                                 | 446                                                                 | 191                                                                 |                                                                     |                                                                     |                                                                     |
| بيجو اي اون                                                         | 520                                                                 | 0                                                                   | 48                                                                  | 263                                                                 | 208                                                                 | 1                                                                   |
| ميتسوبيشي أوتلاندر                                                  | 507                                                                 | 507                                                                 |                                                                     |                                                                     |                                                                     |                                                                     |
| المجموع الكلي في السنة                                              | 17,919(2)                                                           | 5,763                                                               | 7,436                                                               | 2,956(2)                                                            | 2,154(2)                                                            | 541(2)                                                              |

## اليابان

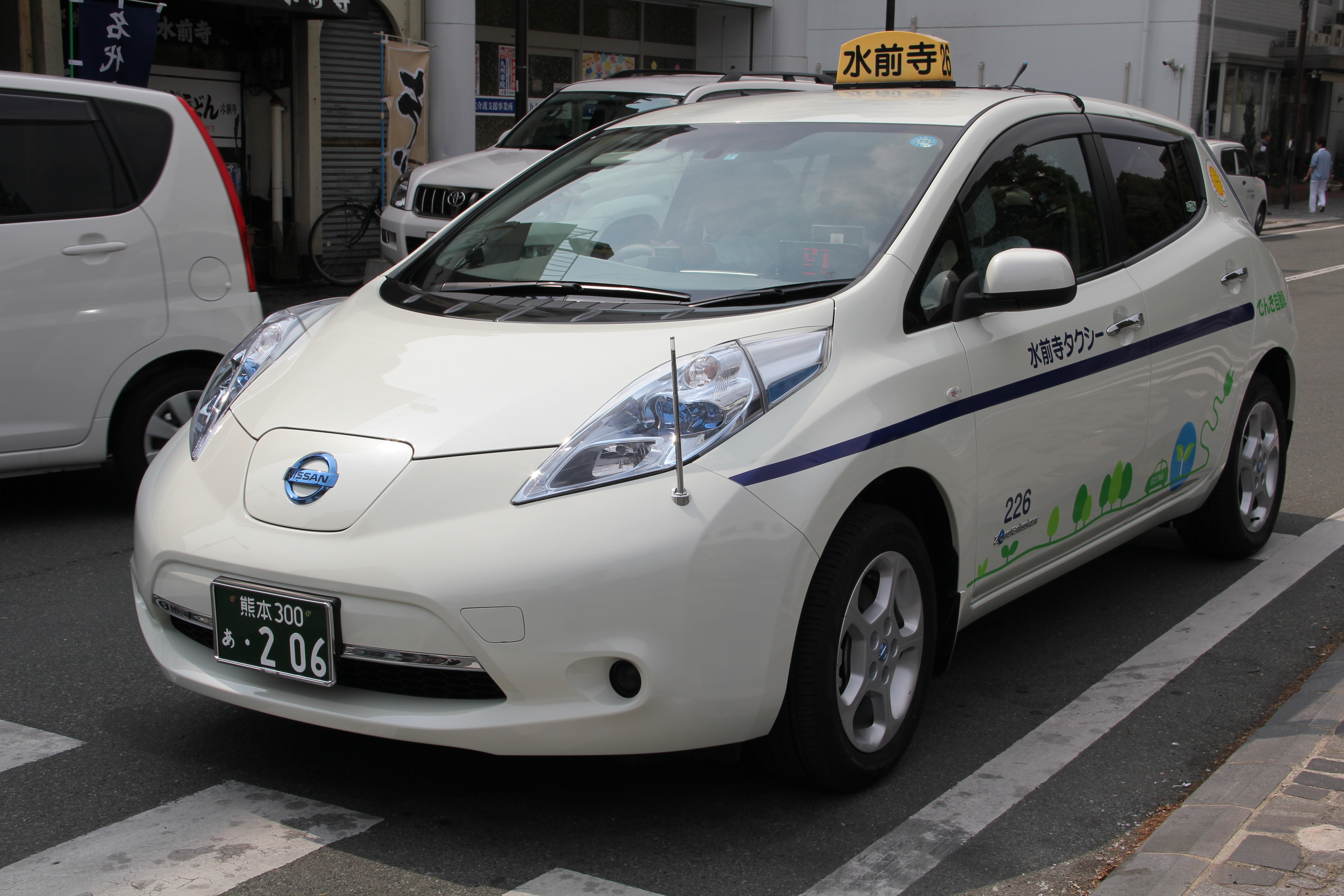
, نيسان ليف هو أعلى مبيعا في السيارات الكهربائية في اليابان، بـ 72,494 وحدة مباعة منذ كانون الأول / ديسمبر 2010.

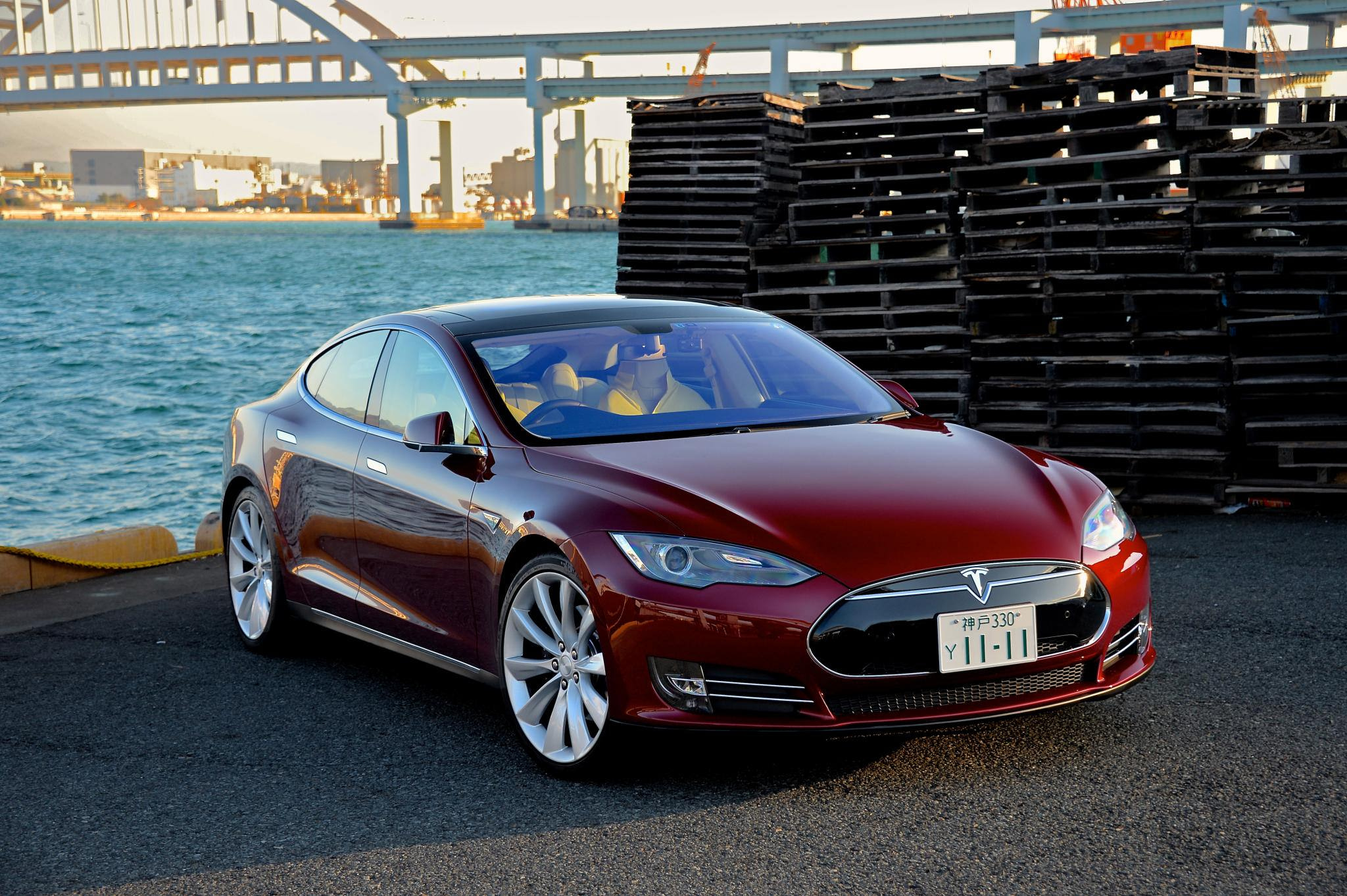
تسليم تسلا موديل S في اليابان بدأ في اليابان في أيلول / سبتمبر 2014.

الجدول التالي يعرض توفر السيارات الأكثر مبيعا في أسواق اليابان منذ يوليو 2009 الي نيسان / أبريل 2016.
| توفر السيارات الأكثر مبيعا في أسواق اليابان منذ يوليو 2009 الي نيسان / أبريل 2016 | توفر السيارات الأكثر مبيعا في أسواق اليابان منذ يوليو 2009 الي نيسان / أبريل 2016 | توفر السيارات الأكثر مبيعا في أسواق اليابان منذ يوليو 2009 الي نيسان / أبريل 2016 | توفر السيارات الأكثر مبيعا في أسواق اليابان منذ يوليو 2009 الي نيسان / أبريل 2016 | توفر السيارات الأكثر مبيعا في أسواق اليابان منذ يوليو 2009 الي نيسان / أبريل 2016 |
| الطراز                                                                            | نوع المركبة                                                                       | إطلاقها بالأسواق                                                                  | المبيعات                                                                          | مصادر                                                                             |
| --------------------------------------------------------------------------------- | --------------------------------------------------------------------------------- | --------------------------------------------------------------------------------- | --------------------------------------------------------------------------------- | --------------------------------------------------------------------------------- |
| نيسان ليف                                                                         | سيارة كهربائية                                                                    | ديسمبر 2010                                                                       | 64,978                                                                            | [ 85 ] [ 86 ]                                                                     |
| ميتسوبيشي أوتلاندر                                                                | سيارة رياضية متعددة الأغراض                                                       | يناير 2013                                                                        | 33,991                                                                            | [ 87 ]                                                                            |
| تويوتا بيروس                                                                      | سيارة مهجنة                                                                       | يناير 2012                                                                        | 22,100                                                                            | [ 88 ]                                                                            |
| ميتسوبيشي اي                                                                      | سيارة كهربائية                                                                    | يوليو 2009                                                                        | 11,144                                                                            | [ 87 ] [ 89 ]                                                                     |
| ميتسوبيشي ميني كاب                                                                | شاحنة كهربائية                                                                    | ديسمبر 2011                                                                       | 6,172                                                                             | [ 87 ]                                                                            |
| ميتسوبيشي ميني كاب (ناقلة)                                                        | ناقلة كهربائية                                                                    | يناير 2013                                                                        | 927                                                                               | [ 87 ]                                                                            |
| بي إم دبليو آي 3                                                                  | سيارة كهربائية                                                                    | 2014                                                                              | + 400                                                                             | [ 90 ]                                                                            |

## هولندا

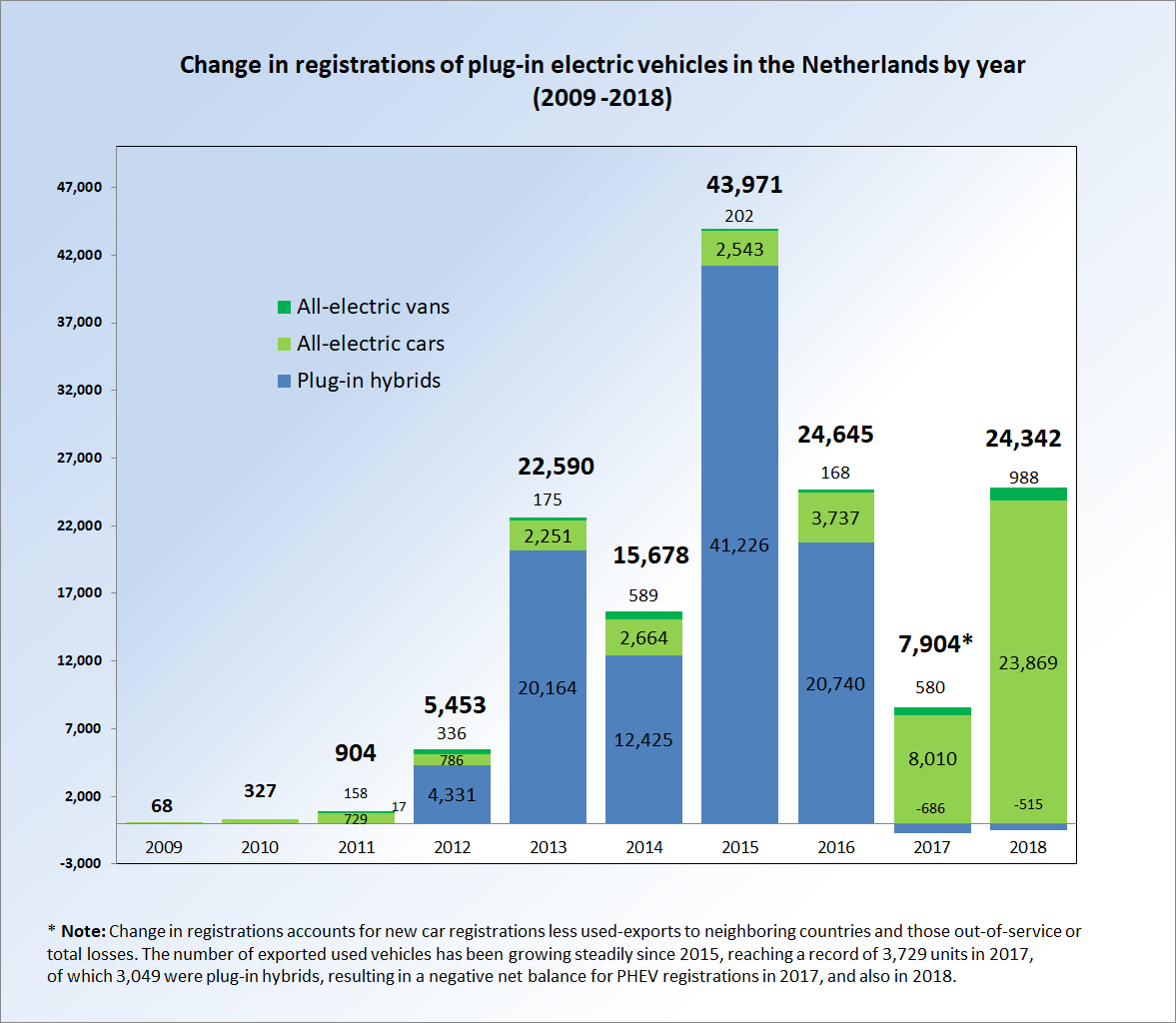
السيارات الكهربائية في هولندا بين عامي 2009 و 2017.

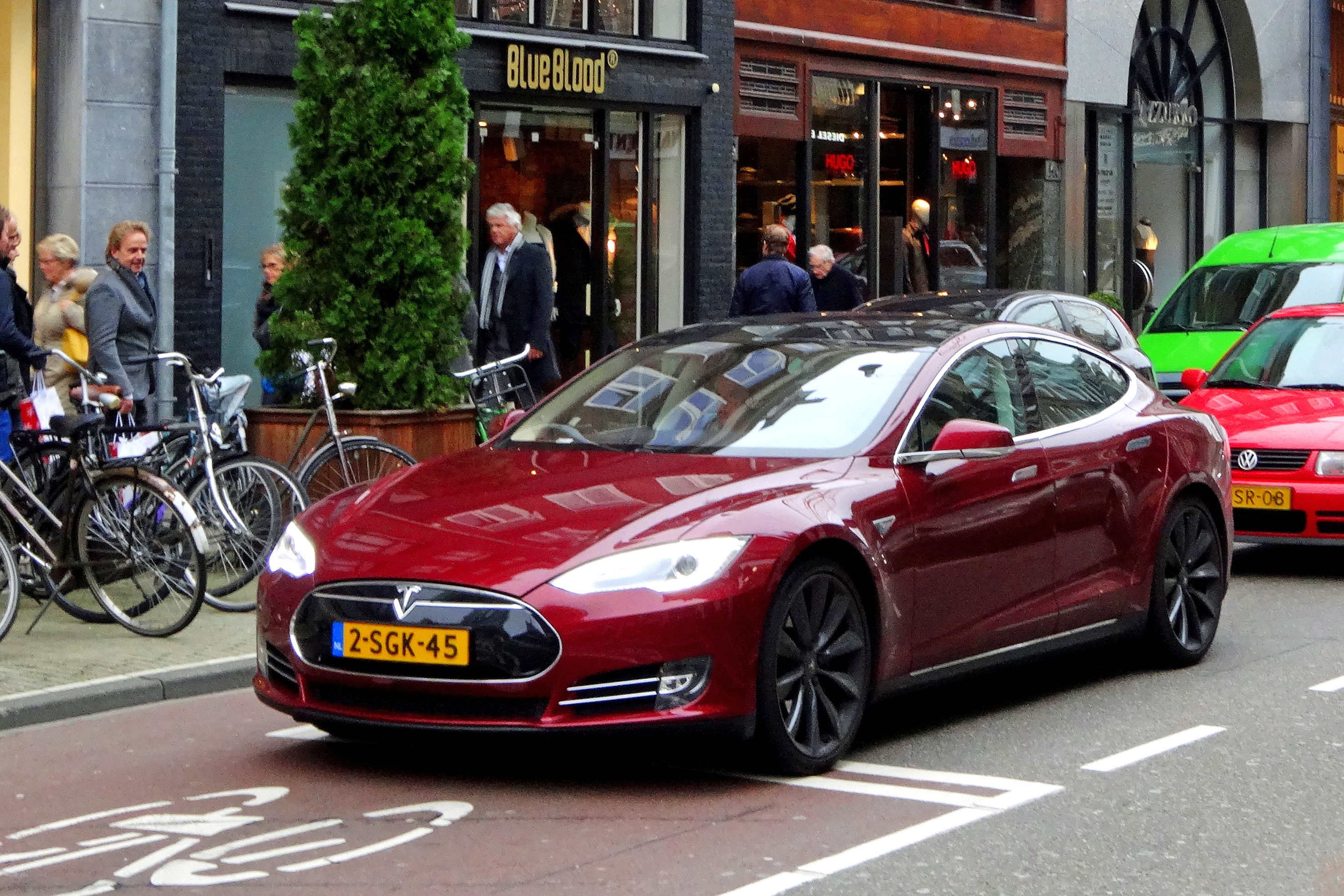
فإن تيسلا طراز إس, صدرت في السوق الهولندية في أيلول / سبتمبر 2013

| أكثر 10 سيارات مبيعا في هولندا ما بين 2009 و 2015 | أكثر 10 سيارات مبيعا في هولندا ما بين 2009 و 2015 | أكثر 10 سيارات مبيعا في هولندا ما بين 2009 و 2015 | أكثر 10 سيارات مبيعا في هولندا ما بين 2009 و 2015 | أكثر 10 سيارات مبيعا في هولندا ما بين 2009 و 2015 | أكثر 10 سيارات مبيعا في هولندا ما بين 2009 و 2015 | أكثر 10 سيارات مبيعا في هولندا ما بين 2009 و 2015 | أكثر 10 سيارات مبيعا في هولندا ما بين 2009 و 2015 | أكثر 10 سيارات مبيعا في هولندا ما بين 2009 و 2015 | أكثر 10 سيارات مبيعا في هولندا ما بين 2009 و 2015 |
| الطراز                                            | المجموع 2009-2015(1)                              | حصة السوق 2009-2015(1)                            | 2015                                              | 2014                                              | 2013                                              | 2012                                              | 2011                                              | 2010                                              | 2009                                              |
| ------------------------------------------------- | ------------------------------------------------- | ------------------------------------------------- | ------------------------------------------------- | ------------------------------------------------- | ------------------------------------------------- | ------------------------------------------------- | ------------------------------------------------- | ------------------------------------------------- | ------------------------------------------------- |
| ميتسوبيشي أوتلاندر                                | 24,508                                            | 27.5%                                             | 8,757                                             | 7,712                                             | 8,039                                             |                                                   |                                                   |                                                   |                                                   |
| فولفو V60 المهجنة                                 | 13,144                                            | 14.8%                                             | 3,851                                             | 3,126                                             | 6,144                                             | 23                                                |                                                   |                                                   |                                                   |
| فولكس فجن جولف                                    | 8,584                                             | 9.6 %                                             | 8,183                                             | 401                                               |                                                   |                                                   |                                                   |                                                   |                                                   |
| اوبل امبيرا                                       | 5,031                                             | 5.7%                                              | 80                                                | 41                                                | 2,207                                             | 2,695                                             | 8                                                 |                                                   |                                                   |
| تيسلا طراز إس                                     | 4,569                                             | 5.1%                                              | 1,842                                             | 1,533                                             | 1,194                                             |                                                   |                                                   |                                                   |                                                   |
| أودي أي 3                                         | 4,434                                             | 5.0%                                              | 4,354                                             | 80                                                |                                                   |                                                   |                                                   |                                                   |                                                   |
| تويوتا بريوس                                      | 4,052                                             | 4.6%                                              | 81                                                | 87                                                | 2,699                                             | 1,184                                             | 1                                                 |                                                   |                                                   |
| فولكس فاجن باسات                                  | 2,879                                             | 3.2%                                              | 2,879                                             |                                                   |                                                   |                                                   |                                                   |                                                   |                                                   |
| نيسان ليف                                         | 2,658                                             | 3.0%                                              | 571                                               | 1,022                                             | 497                                               | 269                                               | 299                                               |                                                   |                                                   |
| بي إم دبليو آي 3                                  | 1,369                                             | 1.5%                                              | 574                                               | 544                                               | 251                                               |                                                   |                                                   |                                                   |                                                   |
| المجموع الكلي لسيارات الركاب(2)                   | المجموع الكلي لسيارات الركاب(2)                   | المجموع الكلي لسيارات الركاب(2)                   | 42,367                                            | 15,646                                            | 22,542                                            | 5,116                                             | 819                                               | 81                                                | 28                                                |
| المجموع الكلي لسيارات الركاب والشاحنات)           | المجموع الكلي لسيارات الركاب والشاحنات)           | المجموع الكلي لسيارات الركاب والشاحنات)           | 88,991                                            | 45,020                                            | 29,342                                            | 6,258                                             | 1,141                                             | 395                                               | 68                                                |

## نيوزيلندا
| السيارات الكهربائية في نيوزلندا | السيارات الكهربائية في نيوزلندا           | السيارات الكهربائية في نيوزلندا | السيارات الكهربائية في نيوزلندا | السيارات الكهربائية في نيوزلندا | السيارات الكهربائية في نيوزلندا | السيارات الكهربائية في نيوزلندا | السيارات الكهربائية في نيوزلندا |
| نموذج/السيارات                  | المجموع في الأسطول اعتبارا من سبتمبر 2016 | سبتمبر 2016                     | 2015                            | 2014                            | 2013                            | 2012                            | 2011                            |
| ------------------------------- | ----------------------------------------- | ------------------------------- | ------------------------------- | ------------------------------- | ------------------------------- | ------------------------------- | ------------------------------- |
| ميتسوبيشي أوتلاندر PHEV         |                                           | 144                             | 143                             | 197                             | 1                               | -                               | -                               |
| نيسان ليف                       |                                           | 417                             | 217                             | 101                             | 24                              | 11                              | 1                               |
| بي إم دبليو                     |                                           | 89                              | 54                              | 9                               | -                               | -                               | -                               |
| أودي                            |                                           | 20                              | 30                              | -                               | -                               | -                               | -                               |
| تسلا                            |                                           | 19                              | 26                              | 2                               | -                               | -                               | -                               |
| الآخرين                         |                                           | 254                             | 33                              | 17                              | 12                              | 19                              | 16                              |
| مجموع                           | 1901                                      | 943                             | 503                             | 326                             | 37                              | 30                              | 17                              |

## النرويج

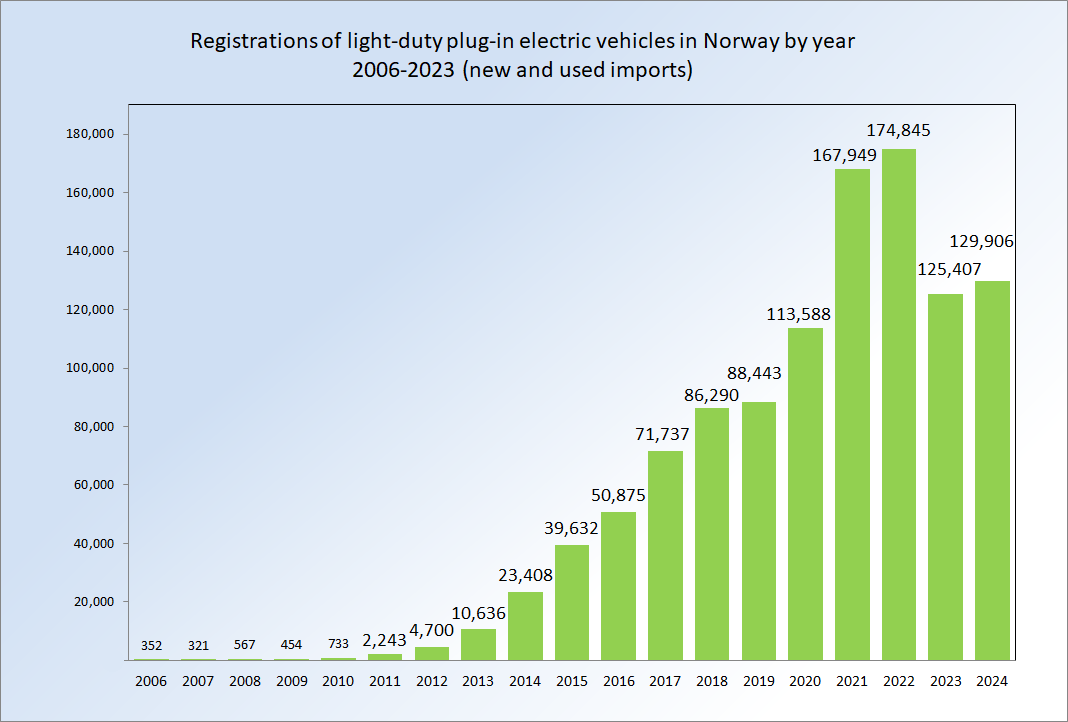
السيارات الكهربائية في النرويج بين عامي 2004 و 2017.

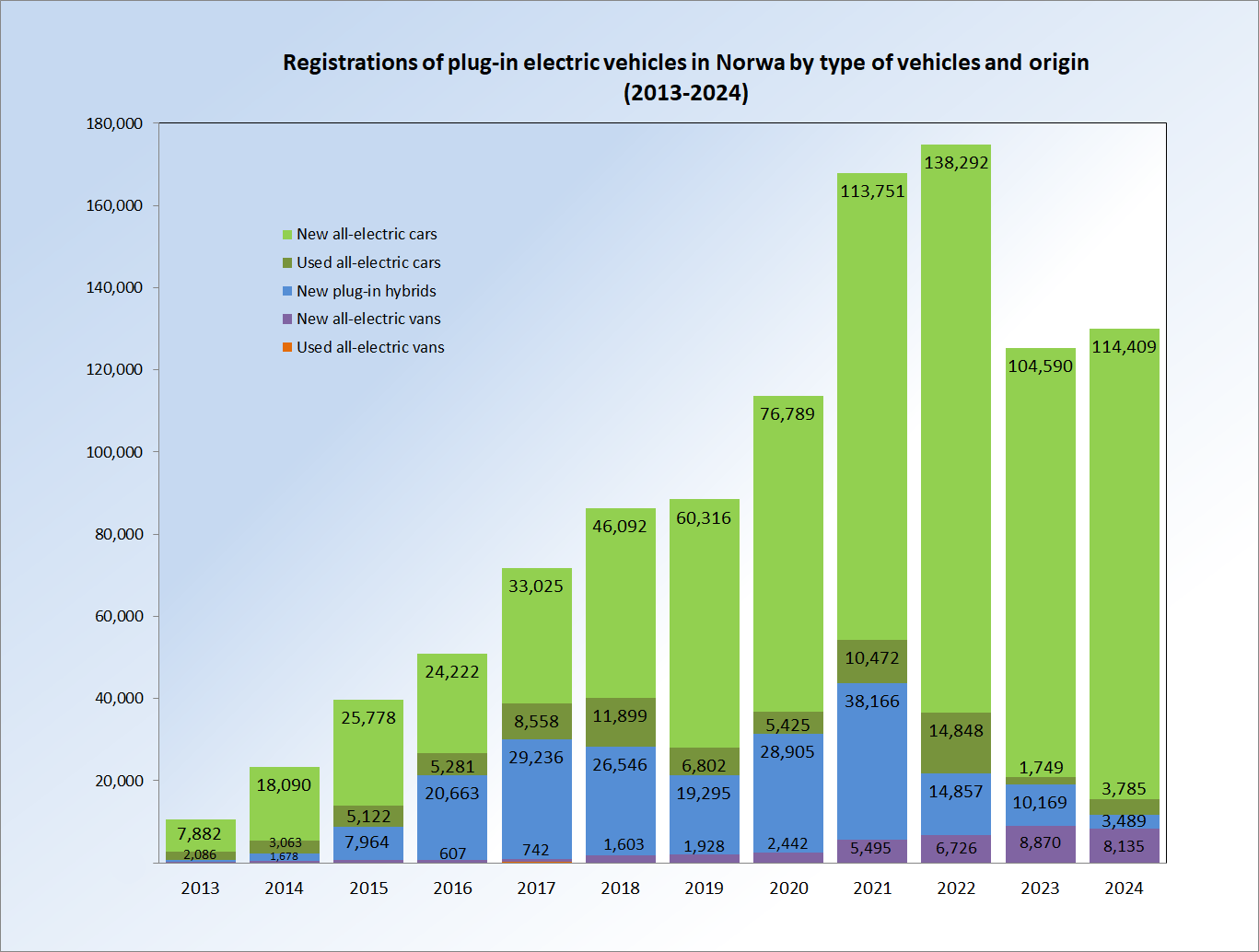
السيارات الجديدة والواردات المستعملة حسب نوع السيارة بين عامي 2013 و 2017.

الجدول التالي يعرض أعلى 15 نوع من السيارات الكهربائية وشاحنات النقل حسب النوع سنويا منذ عام 2008 الي كانون الأول / ديسمبر 2015.
| تسجيل أعلى 15 نوع من السيارات الكهربائية وشاحنات النقل حسب النوع سنويا منذ عام 2008 الي كانون الأول / ديسمبر 2015 | تسجيل أعلى 15 نوع من السيارات الكهربائية وشاحنات النقل حسب النوع سنويا منذ عام 2008 الي كانون الأول / ديسمبر 2015 | تسجيل أعلى 15 نوع من السيارات الكهربائية وشاحنات النقل حسب النوع سنويا منذ عام 2008 الي كانون الأول / ديسمبر 2015 | تسجيل أعلى 15 نوع من السيارات الكهربائية وشاحنات النقل حسب النوع سنويا منذ عام 2008 الي كانون الأول / ديسمبر 2015 | تسجيل أعلى 15 نوع من السيارات الكهربائية وشاحنات النقل حسب النوع سنويا منذ عام 2008 الي كانون الأول / ديسمبر 2015 | تسجيل أعلى 15 نوع من السيارات الكهربائية وشاحنات النقل حسب النوع سنويا منذ عام 2008 الي كانون الأول / ديسمبر 2015 | تسجيل أعلى 15 نوع من السيارات الكهربائية وشاحنات النقل حسب النوع سنويا منذ عام 2008 الي كانون الأول / ديسمبر 2015 | تسجيل أعلى 15 نوع من السيارات الكهربائية وشاحنات النقل حسب النوع سنويا منذ عام 2008 الي كانون الأول / ديسمبر 2015 | تسجيل أعلى 15 نوع من السيارات الكهربائية وشاحنات النقل حسب النوع سنويا منذ عام 2008 الي كانون الأول / ديسمبر 2015 | تسجيل أعلى 15 نوع من السيارات الكهربائية وشاحنات النقل حسب النوع سنويا منذ عام 2008 الي كانون الأول / ديسمبر 2015 | تسجيل أعلى 15 نوع من السيارات الكهربائية وشاحنات النقل حسب النوع سنويا منذ عام 2008 الي كانون الأول / ديسمبر 2015 | تسجيل أعلى 15 نوع من السيارات الكهربائية وشاحنات النقل حسب النوع سنويا منذ عام 2008 الي كانون الأول / ديسمبر 2015 |
| الطراز | الطراز | المجموع(1) | حصة السوق | 2015 | 2014 | 2013 | 2012 | 2011 | 2010 | 2009 | 2008 |
| الطراز | الطراز | المجموع(1) | حصة السوق | جديدة فقط | جديدة فقط | الجديدة والاستيراد المستعمل                                                                                       | الجديدة والاستيراد المستعمل                                                                                       | الجديدة والاستيراد المستعمل                                                                                       | الجديدة والاستيراد المستعمل                                                                                       | الجديدة والاستيراد المستعمل                                                                                       | الجديدة والاستيراد المستعمل                                                                                       |
| --- | --- | --- | --- | --- | --- | --- | --- | --- | --- | --- | --- |
| نيسان ليف | الكل | 21,231 | 25.2% | 5,277 | 7,013 | 6,073 | 2,487 | 381 | | | |
| نيسان ليف | الجديد فقط | 15,245 | 3,189 | 4,781 | 4,604 | 2,298 | 373 | | | | |
| نيسان ليف | الواردات المستعملة                                                                                                | 5,986 | 2,088 | 2,232 | 1,469 | 189 | 8 | | | | |
| فولكسفاغن غولف | فولكسفاغن غولف | 10,961 | 13.0% | 8,943 | 2,018 | | | | | | |
| تيسلا طراز إس | تيسلا طراز إس | 10,064 | 11.9% | 4,039 | 4,040 | 1,985 | | | | | |
| فولكسفاغن اي! | فولكسفاغن اي! | 5,056 | 6.0% | 1,507 | 2,971 | 578 | | | | | |
| بي إم دبليو آي 3                                                                                                  | بي إم دبليو آي 3                                                                                                  | 4,494 | 5.3% | 2,403 | 2,040 | 51 | | | | | |
| ميتسوبيشي أوتلاندر                                                                                                | ميتسوبيشي أوتلاندر                                                                                                | 4,363 | 5.2% | 2,875 | 1,485 | 3 | | | | | |
| كيا سول | الجميع | 3,355 | 4.0% | 2,064 | 445 | | | | | | |
| كيا سول | الجديد فقط | 1,311 | 866 | 445 | | | | | | | |
| كيا سول | الواردات المستعملة                                                                                                | 2,044 | 2,044 | NA | | | | | | | |
| ميتسوبيشي اي | ميتسوبيشي اي | 3,077 | 3.6% | 490 | 413 | 453 | 671 | 1,050 | | | |
| رينو زو | رينو زو | 2,071 | 2.5% | 1,634 | 433 | 4 | | | | | |
| فولكسفاغن جولف | فولكسفاغن جولف | 2,000 | 2.4% | 2,000 | | | | | | | |
| بيجو اي اون | بيجو اي اون | 1,815 | 2.2% | 570 | 309 | 277 | 442 | 217 | | | |
| Citroën C-Zero | Citroën C-Zero | 1,796 | 2.1% | 437 | 371 | 221 | 557 | 210 | | | |
| أودي أي 3 | أودي أي 3 | 1,701 | 2.0% | 1,684 | 17(3) | | | | | | |
| مرسيدس-بنز الفئة بي                                                                                               | مرسيدس-بنز الفئة بي                                                                                               | 1,352 | 1.6% | 1,352 | | | | | | | |
| المجموع | المجموع | 84,401 | 39,632 | 23,408 | 10,769 | 4,700 | 2,243 | 733 | 454 | 567 | |

## السويد

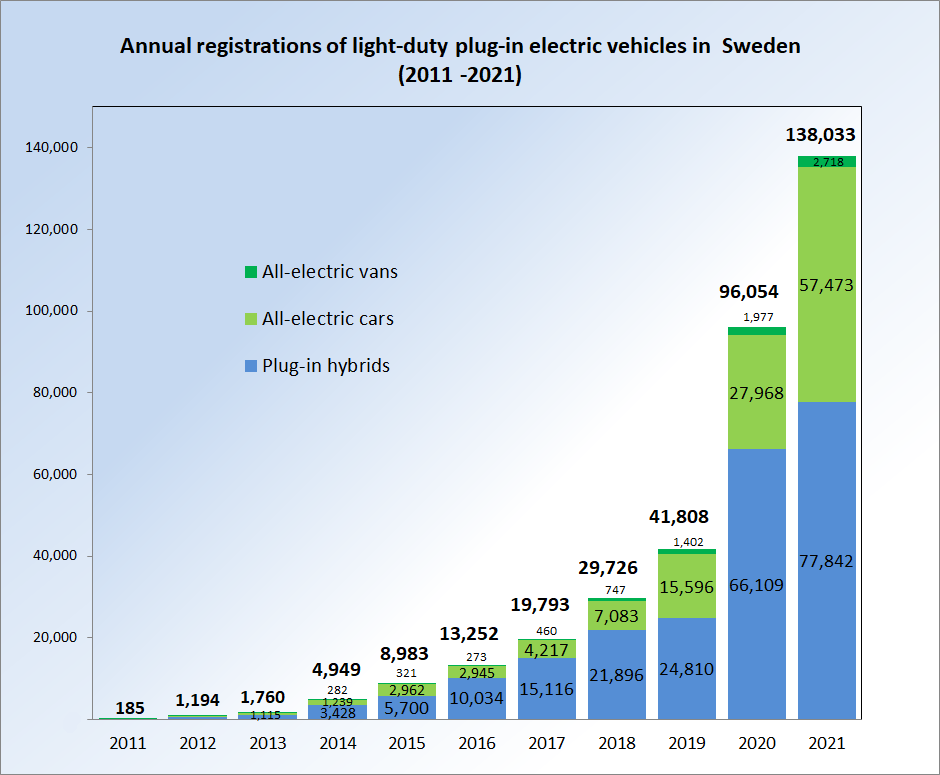
تسجيل السيارات الكهربائية في السويد بين عامي 2011 و 2016.

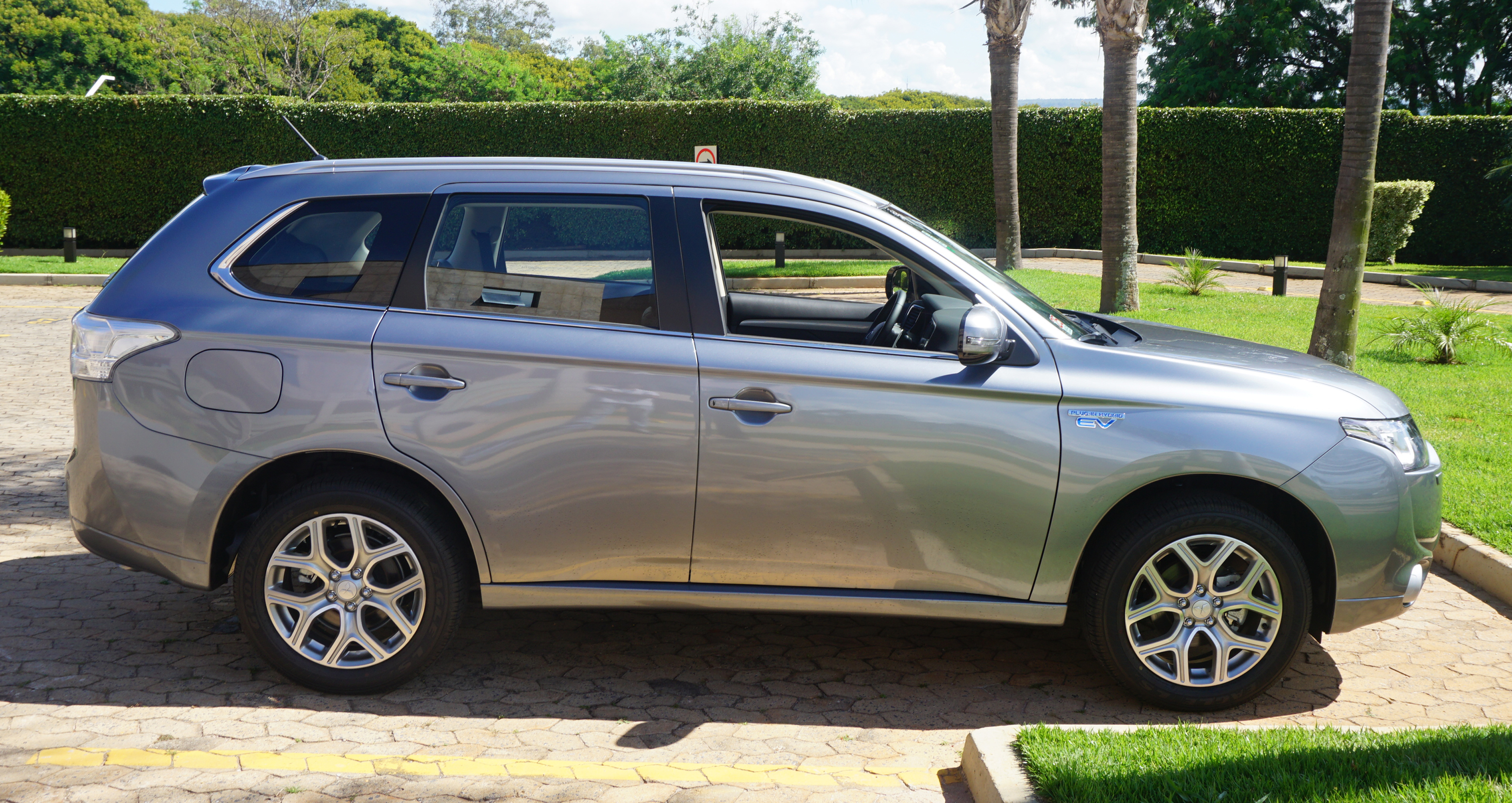
على ميتسوبيشي أوتلاندر P-HEV حققت اعلي مبيعات
في السيارات الكهربائية في عام 2014 و 2015، في السويد.

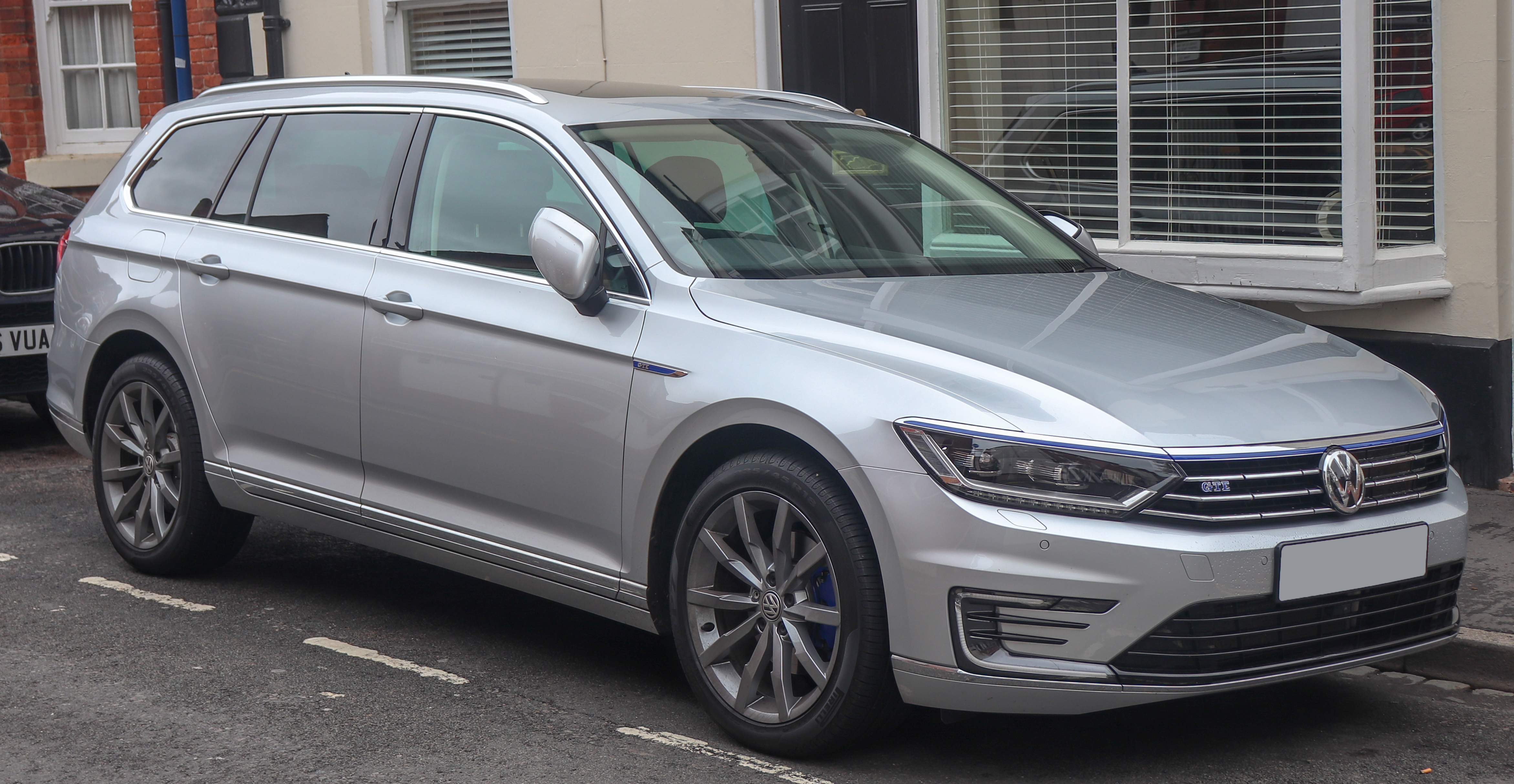
فولكس فاجن باسات GTE الأكثر مبيعا في السيارات الكهربائية في السويد في عام 2016.

الجدول التالي يعرض مبيعات السيارات الكهربائية في السويد حسب الطراز بين عامي 2011 و 2016
| مبيعات السيارات الكهربائية في السويد حسب الطراز بين عامي 2011 و 2016 | مبيعات السيارات الكهربائية في السويد حسب الطراز بين عامي 2011 و 2016 | مبيعات السيارات الكهربائية في السويد حسب الطراز بين عامي 2011 و 2016 | مبيعات السيارات الكهربائية في السويد حسب الطراز بين عامي 2011 و 2016 | مبيعات السيارات الكهربائية في السويد حسب الطراز بين عامي 2011 و 2016 | مبيعات السيارات الكهربائية في السويد حسب الطراز بين عامي 2011 و 2016 | مبيعات السيارات الكهربائية في السويد حسب الطراز بين عامي 2011 و 2016 | مبيعات السيارات الكهربائية في السويد حسب الطراز بين عامي 2011 و 2016 | مبيعات السيارات الكهربائية في السويد حسب الطراز بين عامي 2011 و 2016 | مبيعات السيارات الكهربائية في السويد حسب الطراز بين عامي 2011 و 2016 |
| الطراز                                                               | الطراز                                                               | المجموع                                                              | حصة السوق(1)                                                         | 2016                                                                 | 2015                                                                 | 2014                                                                 | 2013                                                                 | 2012                                                                 | 2011                                                                 |
| -------------------------------------------------------------------- | -------------------------------------------------------------------- | -------------------------------------------------------------------- | -------------------------------------------------------------------- | -------------------------------------------------------------------- | -------------------------------------------------------------------- | -------------------------------------------------------------------- | -------------------------------------------------------------------- | -------------------------------------------------------------------- | -------------------------------------------------------------------- |
| Mitsubishi Outlander P-HEV                                           | Mitsubishi Outlander P-HEV                                           | 6,781                                                                | 26.9%                                                                | 1,094                                                                | 3,302                                                                | 2,289                                                                | 96                                                                   |                                                                      |                                                                      |
| Volkswagen Passat GTE                                                | Volkswagen Passat GTE                                                | 3,156                                                                | 12.5%                                                                | 2,885                                                                | 271                                                                  |                                                                      |                                                                      |                                                                      |                                                                      |
| Volvo V60 PHEV                                                       | Volvo V60 PHEV                                                       | 2,907                                                                | 11.5%                                                                | 907                                                                  | 612                                                                  | 745                                                                  | 601                                                                  | 42                                                                   |                                                                      |
| Nissan Leaf                                                          | Nissan Leaf                                                          | 2,349                                                                | 9.3%                                                                 | 624                                                                  | 841                                                                  | 438                                                                  | 317                                                                  | 129                                                                  |                                                                      |
| Tesla Model S                                                        | Tesla Model S                                                        | 1,882                                                                | 7.5%                                                                 | 620                                                                  | 996                                                                  | 266                                                                  |                                                                      |                                                                      |                                                                      |
| Toyota Prius PHV                                                     | Toyota Prius PHV                                                     | 1,262                                                                | 5.0%                                                                 | 45                                                                   | 132                                                                  | 210                                                                  | 376                                                                  | 499                                                                  |                                                                      |
| BMW i3                                                               | المجموع                                                              | 951                                                                  | 3.8%                                                                 | 351                                                                  | 379                                                                  | 210                                                                  | 11                                                                   |                                                                      |                                                                      |
| BMW i3                                                               | REx                                                                  | 678                                                                  | 2.7%                                                                 | 261                                                                  | 275                                                                  | 132                                                                  | 10                                                                   |                                                                      |                                                                      |
| BMW i3                                                               | BEV                                                                  | 273                                                                  | 1.1%                                                                 | 90                                                                   | 104                                                                  | 78                                                                   | 1                                                                    |                                                                      |                                                                      |
| Renault Zoe                                                          | Renault Zoe                                                          | 874                                                                  | 3.5%                                                                 | 292                                                                  | 378                                                                  | 204                                                                  |                                                                      |                                                                      |                                                                      |
| Volvo XC90 T8                                                        | Volvo XC90 T8                                                        | 857                                                                  | 3.4%                                                                 | 692                                                                  | 165                                                                  |                                                                      |                                                                      |                                                                      |                                                                      |
| Volkswagen Golf GTE                                                  | Volkswagen Golf GTE                                                  | 725                                                                  | 2.9%                                                                 | 324                                                                  | 401                                                                  |                                                                      |                                                                      |                                                                      |                                                                      |
| Volkswagen e-Up!                                                     | Volkswagen e-Up!                                                     | 491                                                                  | 1.9%                                                                 | 95                                                                   | 157                                                                  | 199                                                                  | 40                                                                   |                                                                      |                                                                      |
| Audi A3 e-tron                                                       | Audi A3 e-tron                                                       | 478                                                                  | 1.9%                                                                 | 115                                                                  | 349                                                                  | 14                                                                   |                                                                      |                                                                      |                                                                      |
| BMW 330e iPerformance                                                | BMW 330e iPerformance                                                | 440                                                                  | 1.7%                                                                 | 440                                                                  |                                                                      |                                                                      |                                                                      |                                                                      |                                                                      |
| Volkswagen e-Golf                                                    | Volkswagen e-Golf                                                    | 395                                                                  | 1.6%                                                                 | 100                                                                  | 278                                                                  | 17                                                                   |                                                                      |                                                                      |                                                                      |
| Volvo C30 Electric                                                   | Volvo C30 Electric                                                   | 198                                                                  | 0.8%                                                                 | 0                                                                    | 0                                                                    | 16                                                                   | 46                                                                   | 88                                                                   | 48                                                                   |
| BMW X5 xDrive40e                                                     | BMW X5 xDrive40e                                                     | 169                                                                  | 0.7%                                                                 | 169                                                                  |                                                                      |                                                                      |                                                                      |                                                                      |                                                                      |
| Nissan e-NV200 (passenger van)                                       | Nissan e-NV200 (passenger van)                                       | 167                                                                  | 0.7%                                                                 | 36                                                                   | 131                                                                  |                                                                      |                                                                      |                                                                      |                                                                      |
| Mercedes-Benz C 350 e                                                | Mercedes-Benz C 350 e                                                | 157                                                                  | 0.6%                                                                 | 86                                                                   | 71                                                                   |                                                                      |                                                                      |                                                                      |                                                                      |
| BMW 225xe Active Tourer                                              | BMW 225xe Active Tourer                                              | 152                                                                  | 0.6%                                                                 | 152                                                                  |                                                                      |                                                                      |                                                                      |                                                                      |                                                                      |
| Tesla Model X                                                        | Tesla Model X                                                        | 139                                                                  | 0.6%                                                                 | 139                                                                  |                                                                      |                                                                      |                                                                      |                                                                      |                                                                      |
| Opel Ampera                                                          | Opel Ampera                                                          | 147                                                                  | 0.6%                                                                 | 0                                                                    | 16                                                                   | 22                                                                   | 21                                                                   | 88                                                                   |                                                                      |
| Mitsubishi i MiEV                                                    | Mitsubishi i MiEV                                                    | 101                                                                  | 0.4%                                                                 | 3                                                                    | 0                                                                    | 6                                                                    | 12                                                                   | 9                                                                    | 71                                                                   |
| Kia Soul EV                                                          | Kia Soul EV                                                          | 78                                                                   | 0.3%                                                                 | 26                                                                   | 50                                                                   | 2                                                                    |                                                                      |                                                                      |                                                                      |
| Citroën C-Zero                                                       | Citroën C-Zero                                                       | 71                                                                   | 0.3%                                                                 | 0                                                                    | 0                                                                    | 4                                                                    | 7                                                                    | 29                                                                   | 31                                                                   |
| BMW i8                                                               | BMW i8                                                               | 51                                                                   | 0.2%                                                                 | 20                                                                   | 25                                                                   | 6                                                                    |                                                                      |                                                                      |                                                                      |
| Chevrolet Volt                                                       | Chevrolet Volt                                                       | 40                                                                   | 0.2%                                                                 | 0                                                                    | 0                                                                    | 0                                                                    | 7                                                                    | 33                                                                   |                                                                      |
| Peugeot iOn                                                          | Peugeot iOn                                                          | 39                                                                   | 0.2%                                                                 | 0                                                                    | 0                                                                    | 2                                                                    | 0                                                                    | 9                                                                    | 28                                                                   |
| Mercedes-Benz B-Class Electric Drive                                 | Mercedes-Benz B-Class Electric Drive                                 | 38                                                                   | 0.15%                                                                | 14                                                                   | 24                                                                   |                                                                      |                                                                      |                                                                      |                                                                      |
| Audi Q7 e-tron                                                       | Audi Q7 e-tron                                                       | 32                                                                   | 0.13%                                                                | 32                                                                   |                                                                      |                                                                      |                                                                      |                                                                      |                                                                      |
| Porsche Panamera S E-Hybrid                                          | Porsche Panamera S E-Hybrid                                          | 22                                                                   | 0.09%                                                                | 4                                                                    | 6                                                                    | 10                                                                   | 2                                                                    |                                                                      |                                                                      |
| Fisker Karma                                                         | Fisker Karma                                                         | 21                                                                   | 0.08%                                                                | 0                                                                    | 0                                                                    | 0                                                                    | 2                                                                    | 19                                                                   |                                                                      |
| Ford Focus Electric                                                  | Ford Focus Electric                                                  | 9                                                                    | 0.04%                                                                | 0                                                                    | 3                                                                    | 2                                                                    | 4                                                                    |                                                                      |                                                                      |
| Porsche 918 Spyder                                                   | Porsche 918 Spyder                                                   | 6                                                                    | 0.02%                                                                | 1                                                                    | 1                                                                    | 4                                                                    |                                                                      |                                                                      |                                                                      |
| Saab 9-3 ePower                                                      | Saab 9-3 ePower                                                      | 6                                                                    | 0.02%                                                                | 2                                                                    | 0                                                                    | 4                                                                    |                                                                      |                                                                      |                                                                      |
| BMW 740e iPerformance                                                | BMW 740e iPerformance                                                | 6                                                                    | 0.02%                                                                | 6                                                                    |                                                                      |                                                                      |                                                                      |                                                                      |                                                                      |
| Volkswagen XL1                                                       | Volkswagen XL1                                                       | 2                                                                    | 0.01%                                                                | 2                                                                    |                                                                      |                                                                      |                                                                      |                                                                      |                                                                      |
| Smart electric drive                                                 | Smart electric drive                                                 | 2                                                                    | 0.01%                                                                | 0                                                                    | 0                                                                    | 0                                                                    | 0                                                                    | 2                                                                    |                                                                      |
| المجموع                                                              | المجموع                                                              | 25,207(2)                                                            | 100%                                                                 | 9,276(2)                                                             | 8,588(2)                                                             | 4,671(2)                                                             | 1,547(2)                                                             | 947                                                                  | 178                                                                  |

## المملكة المتحدة

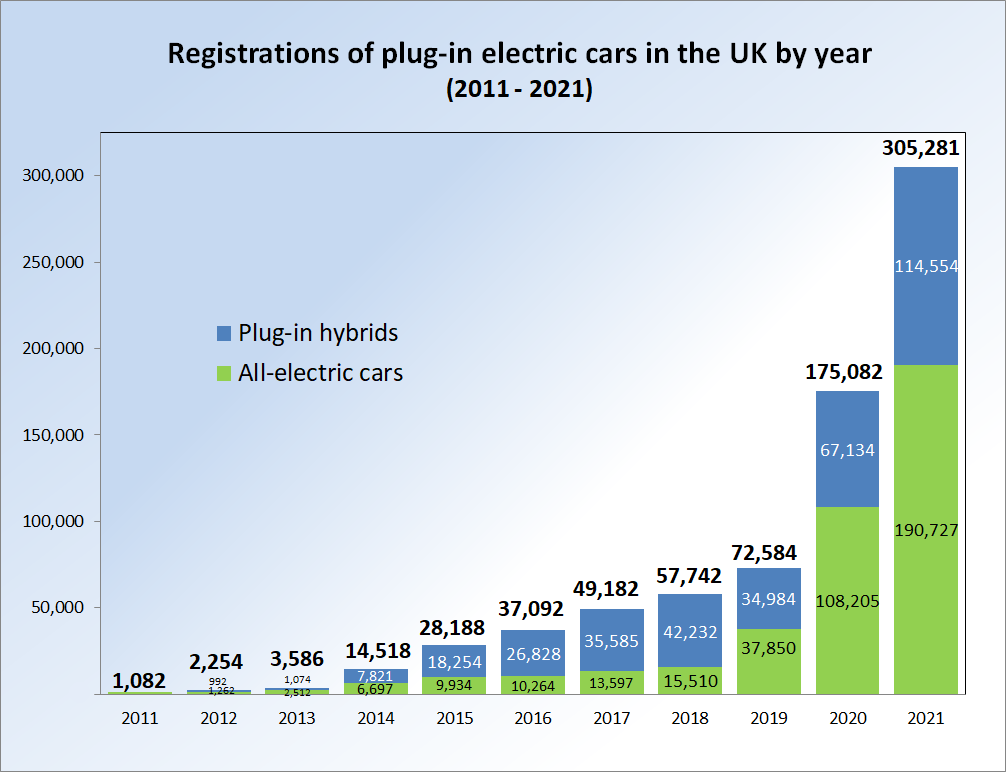
السيارات الكهربائية في المملكة المتحدة بين كانون الثاني / يناير 2011 وكانون الأول / ديسمبر 2016.

| اعلي 20 سيارة كهربائية حققت مبيعات في إنجلترا بين ديسمبر 2014 ويونيو 2016 | اعلي 20 سيارة كهربائية حققت مبيعات في إنجلترا بين ديسمبر 2014 ويونيو 2016 | اعلي 20 سيارة كهربائية حققت مبيعات في إنجلترا بين ديسمبر 2014 ويونيو 2016 | اعلي 20 سيارة كهربائية حققت مبيعات في إنجلترا بين ديسمبر 2014 ويونيو 2016 | اعلي 20 سيارة كهربائية حققت مبيعات في إنجلترا بين ديسمبر 2014 ويونيو 2016 | اعلي 20 سيارة كهربائية حققت مبيعات في إنجلترا بين ديسمبر 2014 ويونيو 2016 | اعلي 20 سيارة كهربائية حققت مبيعات في إنجلترا بين ديسمبر 2014 ويونيو 2016 | اعلي 20 سيارة كهربائية حققت مبيعات في إنجلترا بين ديسمبر 2014 ويونيو 2016 |
| الطراز                                                                    | المجموع                                                                   | المجموع                                                                   | المجموع                                                                   | الطراز                                                                    | المجموع                                                                   | المجموع                                                                   | المجموع                                                                   |
| الطراز                                                                    | 2Q 2016                                                                   | 2015                                                                      | 2014                                                                      | الطراز                                                                    | 1Q 2016                                                                   | 2015                                                                      | 2014                                                                      |
| ------------------------------------------------------------------------- | ------------------------------------------------------------------------- | ------------------------------------------------------------------------- | ------------------------------------------------------------------------- | ------------------------------------------------------------------------- | ------------------------------------------------------------------------- | ------------------------------------------------------------------------- | ------------------------------------------------------------------------- |
| ميتسوبيشي أوتلاندر                                                        | 21,708                                                                    | 16,100                                                                    | 5,273                                                                     | بي ام دابليو 330 اي                                                       | 1,479                                                                     |                                                                           |                                                                           |
| نيسان ليف                                                                 | 12,837                                                                    | 11,219                                                                    | 6,838                                                                     | بي إم دبليو آي 8                                                          | 1,307                                                                     | 1,022                                                                     | 279                                                                       |
| بي إم دبليو آي 3                                                          | 4,457                                                                     | 3,574                                                                     | 1,534                                                                     | فوكس هال امبيرا                                                           | 1,267                                                                     | 1,272                                                                     | 1,169                                                                     |
| رينو زو                                                                   | 4,339                                                                     | 3,327                                                                     | 1,356                                                                     | فولفو XC90 T8                                                             | 813                                                                       | 38                                                                        |                                                                           |
| مرسيدس بينز C350 e                                                        | 3,337                                                                     | 628                                                                       |                                                                           | Renault Kangoo Z.E.                                                       | 785                                                                       | 740                                                                       | 663                                                                       |
| تيسلا طراز إس                                                             | 3,312                                                                     | 2,087                                                                     | 698                                                                       | بورش باناميرا                                                             | 475                                                                       | 395                                                                       | 241                                                                       |
| فولكسفاغن جولف                                                            | 2,657                                                                     | 1,359                                                                     |                                                                           | فولفو V60                                                                 | 410                                                                       | 337                                                                       | 232                                                                       |
| تويوتا بيريوس                                                             | 1,655                                                                     | 1,580                                                                     | 1,324                                                                     | بيجو ايون                                                                 | 405                                                                       | 374                                                                       | 368                                                                       |
| أودي أي 3                                                                 | 1,634                                                                     | 1,218                                                                     | 66                                                                        | مرسيدس-بنز الفئة بي                                                       | 303                                                                       | 162                                                                       | 0                                                                         |
| نيسان ان في 200                                                           | 1,487                                                                     | 1,047                                                                     | 399                                                                       | ميتسوبيشي اي                                                              | 252                                                                       | 251                                                                       | 266                                                                       |

## الولايات المتحدة

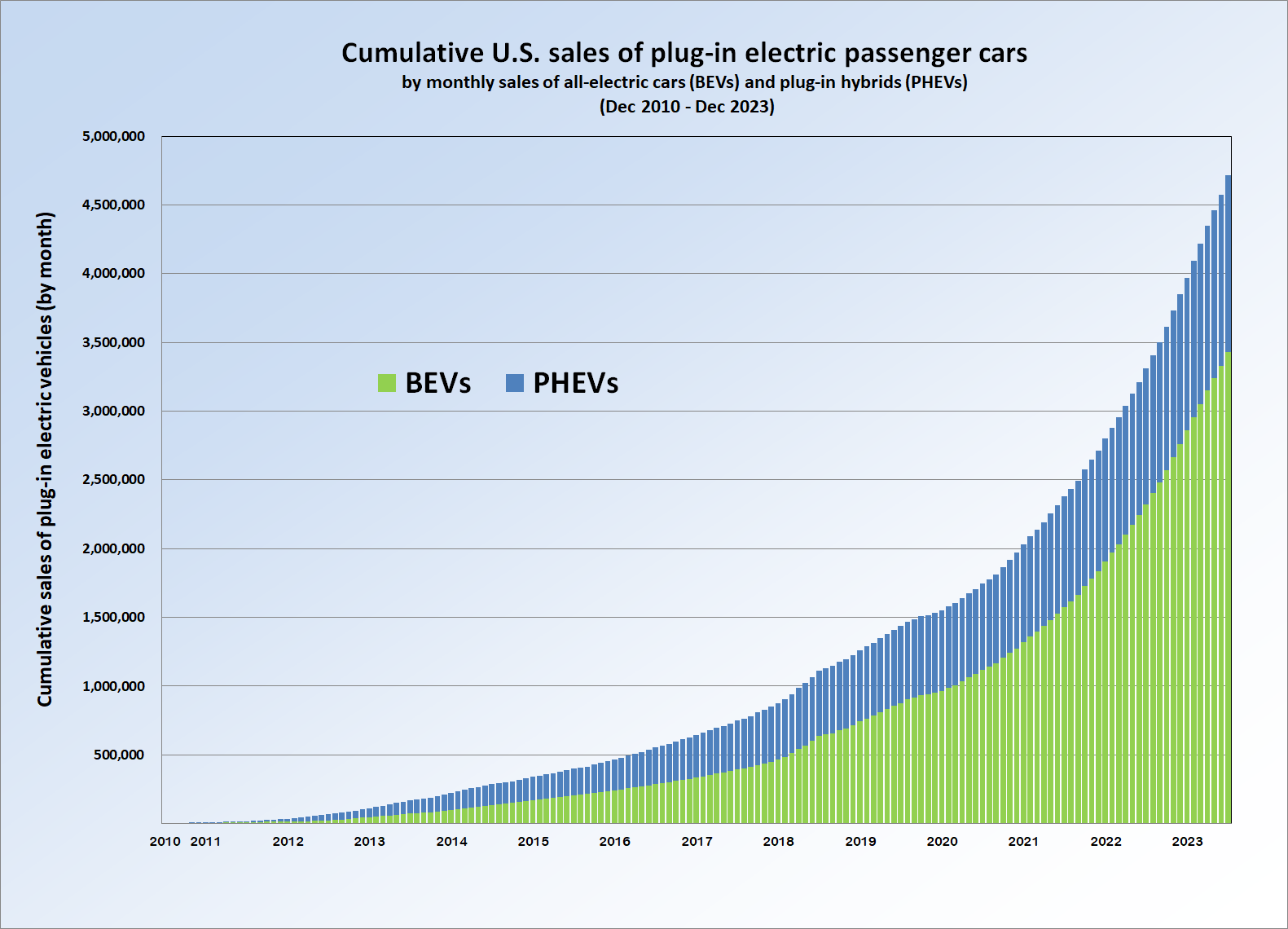
في الولايات المتحدة المكونات مبيعات السيارات الكهربائية منذ عام 2008 تخطت 500,000 وحدة في أغسطس 2016. ويبين الرسم البياني المبيعات التراكمية خلال الشهر حسب نوع ناقل الحركة من كانون الأول / ديسمبر 2010 إلى كانون الأول / ديسمبر 2016.

الجدول التالي يعرض المبيعات التراكمية لأعلى 10 سيارات كهربائية أكثر مبيعا حسب اتاحتها في أسواق التجزئة بين عامي 1996 كانون الأول / ديسمبر 2016.
| المبيعات التراكمية لأعلى 10 سيارات كهربائية أكثر مبيعا حسب اتاحتها في أسواق التجزئة بين عامي 2010 و 2016 | المبيعات التراكمية لأعلى 10 سيارات كهربائية أكثر مبيعا حسب اتاحتها في أسواق التجزئة بين عامي 2010 و 2016 | المبيعات التراكمية لأعلى 10 سيارات كهربائية أكثر مبيعا حسب اتاحتها في أسواق التجزئة بين عامي 2010 و 2016 | المبيعات التراكمية لأعلى 10 سيارات كهربائية أكثر مبيعا حسب اتاحتها في أسواق التجزئة بين عامي 2010 و 2016 | المبيعات التراكمية لأعلى 10 سيارات كهربائية أكثر مبيعا حسب اتاحتها في أسواق التجزئة بين عامي 2010 و 2016 |
| الطراز                                                                                                   | نوع المركبة                                                                                              | إطلاقها في الأسواق                                                                                       | المبيعات                                                                                                 | مصادر |
| --- | --- | --- | --- | --- |
| شيفورليه فولت                                                                                            | المكونات المدمجة الهجين                                                                                  | ديسمبر 2010                                                                                              | 113,489                                                                                                  | [ 131 ] [ 132 ] [ 132 ]                                                                                  |
| نيسان ليف                                                                                                | سيارة كهربائية                                                                                           | ديسمبر 2010                                                                                              | 103,597                                                                                                  | [ 131 ]                                                                                                  |
| تيسلا طراز إس                                                                                            | سيارة كهربائية                                                                                           | يونيو 2012                                                                                               | ~92,317                                                                                                  | |
| تويوتا بريوس                                                                                             | المكونات المدمجة الهجين                                                                                  | فبراير 2012                                                                                              | 44,767                                                                                                   | [ 133 ] [ 134 ] [ 135 ] [ 136 ]                                                                          |
| فورد فيوجن                                                                                               | المكونات المدمجة الهجين                                                                                  | فبراير 2013                                                                                              | 43,327                                                                                                   | [ 133 ]                                                                                                  |
| فورد سي-ماكس                                                                                             | المكونات المدمجة الهجين                                                                                  | أكتوبر 2012                                                                                              | 33,509                                                                                                   | [ 133 ]                                                                                                  |
| بي إم دبليو آي 3                                                                                         | سيارة كهربائية                                                                                           | مايو 2014                                                                                                | 23,950                                                                                                   | [ 133 ]                                                                                                  |
| فيات 500e                                                                                                | سيارة كهربائية                                                                                           | يوليو 2013                                                                                               | 18,956                                                                                                   | [ 137 ] [ 138 ]                                                                                          |
| تيسلا موديل إكس                                                                                          | سيارة رياضية متعددة الأغراض                                                                              | سبتمبر 2015                                                                                              | ~18,236                                                                                                  | [ 133 ]                                                                                                  |
| فولكسفاغن غولف                                                                                           | سيارة كهربائية                                                                                           | أكتوبر 2014                                                                                              | 8,526 | [ 139 ]                                                                                                  |
| السيارات الكهربائية المتاحة لأسواق التجزئة في الولايات المتحدة ما بين 1996 و 2016                        | | | | |
| تويوتا راف 4 اي في                                                                                       | سيارة كهربائية                                                                                           | سبتمبر 2012                                                                                              | 2,490 | [ 139 ] [ 140 ] [ 141 ]                                                                                  |
| تسلا رودستر                                                                                              | سيارة كهربائية                                                                                           | مارس 2008                                                                                                | About 1,800                                                                                              | [ 59 ] [ 142 ]                                                                                           |
| فيسكر كارما                                                                                              | مركبات هجينة                                                                                             | نوفمبر 2011                                                                                              | About 1,600                                                                                              | [ 142 ] [ 143 ]                                                                                          |
| تويوتا راف 4 اي في                                                                                       | سارة كهربائية                                                                                            | 1997 | 1,484 | [ 144 ]                                                                                                  |
| جينرال موتورز اي في 1                                                                                    | سيارة كهربائية                                                                                           | 1996 | 1,117 | [ 145 ] [ 146 ]                                                                                          |